# Vesmír

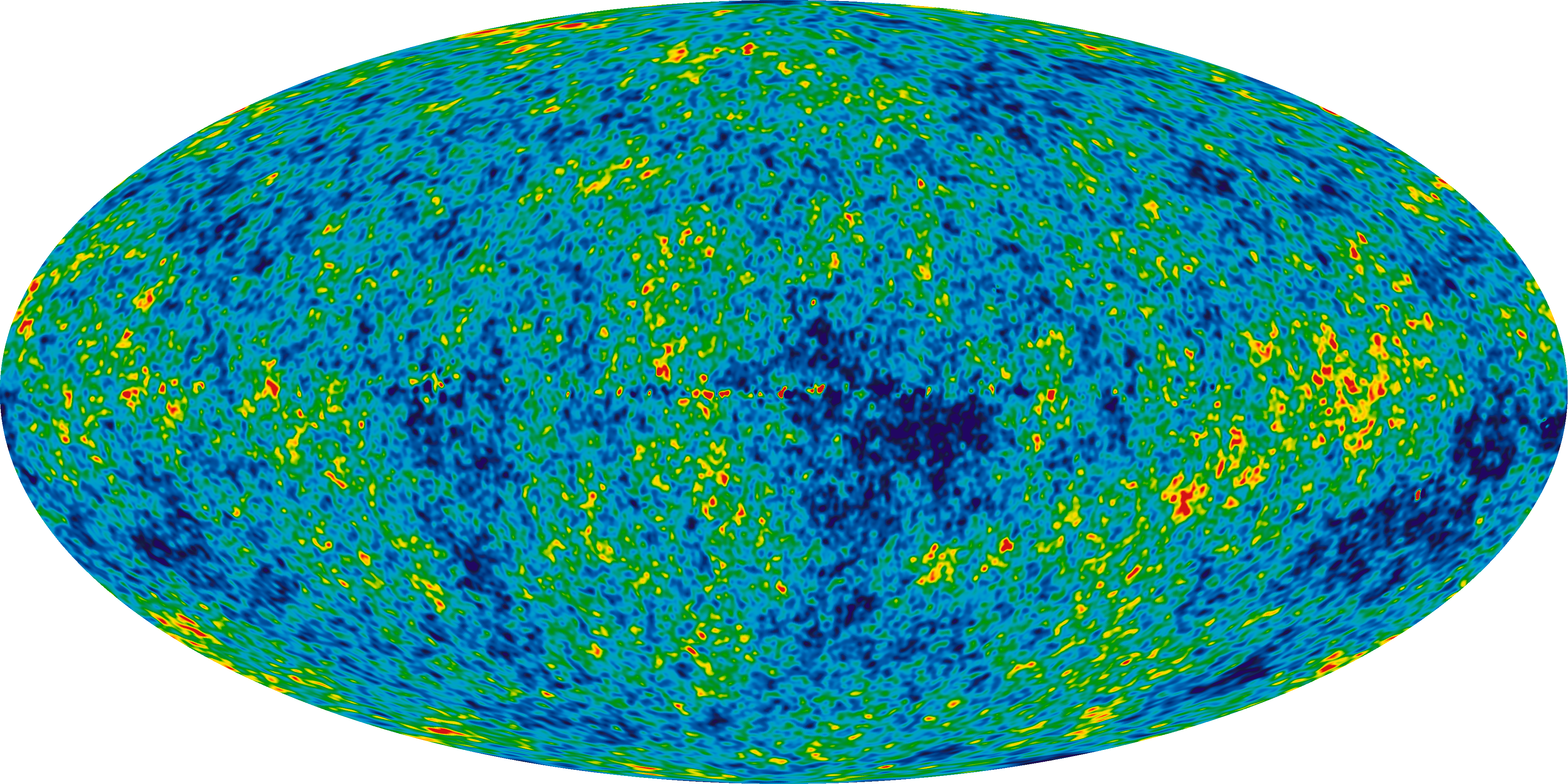
Detailní mapa mikrovlnného záření kosmického pozadí je výsledkem sedmiletého projektu WMAP. Světlo Galaxie bylo odstraněno a detaily fluktuací jsou na úrovni ±200 μK.

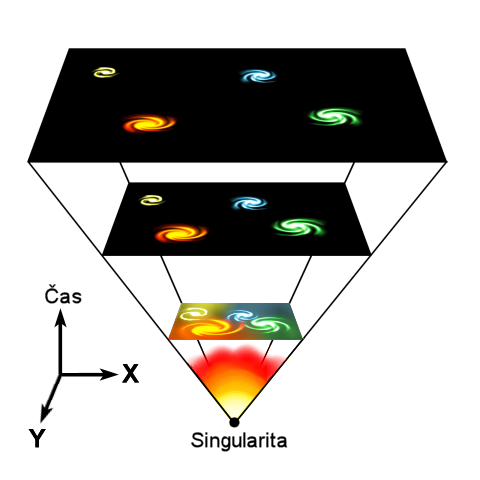
Schéma expanze Vesmíru

Vesmír či kosmos (z řeckého κόσμος, ozdoba, šperk ale později také vše uspořádané, řádné a jisté, vesmír) je souhrnné označení veškeré hmoty, energie a časoprostoru, který je obsahuje. Zahrnuje tedy hvězdy, planety, galaxie, mezigalaktický prostor, temnou hmotu a další. V užším smyslu se vesmír také někdy užívá jako označení pro kosmický prostor, tedy část/díl vesmíru mimo Zemi.
Různými názory na svět a jeho vznik se již od pradávna zabývaly mýty, některá náboženství a filozofie. V dnešní vědě se zkoumáním vesmíru jako celku zabývá hlavně astronomie, kosmologie a astrofyzika, od které se dozvídáme stále více informací o vesmíru.
Díky měření evropského kosmického dalekohledu Planck mezi lety 2009 a 2013 se výrazně zpřesnil odhad stáří vesmíru, to se nyní odhaduje na přibližně 13,799 ± 0,021 miliardy let. Rozpíná se rychlostí asi 75 km/s na Mpc.

## Historie

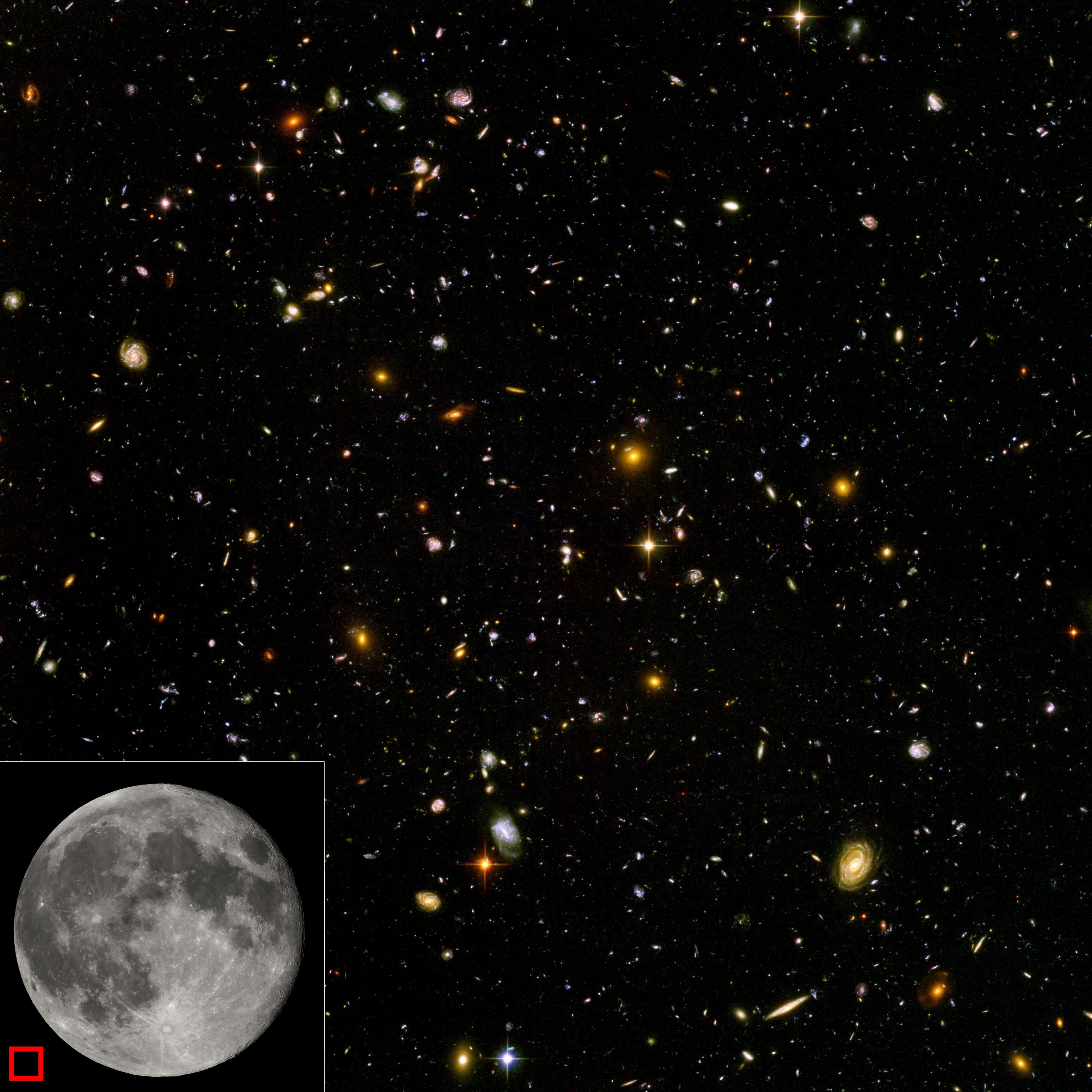
Obrázek Hubbleova ultra hlubokého pole s vysokým rozlišením zobrazuje pestrý rozsah galaxií, z nichž každá se skládá z miliard hvězd. Ekvivalentní oblast oblohy, jakou zabírá obrázek, je zobrazena v levém dolním rohu. Nejmenší, nejčervenější galaxie, kterých je přibližně 100, jsou ty nejvzdálenější, jaké optický dalekohled kdy zachytil a které existovaly již krátce po velkém třesku.

Během historie lidstva vzniklo několik kosmologií a kosmogonií pro pozorovatelný vesmír. Nejstarší kvantitativní geocentrické modely vznikly ve starověkém Řecku. Předpokládaly, že vesmír je v prostoru konečný a existuje věčně, a obsahuje soubor soustředných sfér konečných velikostí – které odpovídají stálicím, Slunci a různým planetám – rotujících kolem kulaté, ale nehybné Země. V průběhu staletí, díky přesnějším měřením a lepším teoriím gravitace vedl vývoj k heliocentrickému modelu Sluneční soustavy Mikuláše Koperníka a k modelu vesmíru Isaaca Newtona. Další vývoj astronomie přinesl poznání, že Sluneční soustava je součástí galaxie složené z miliard hvězd, Mléčné dráhy, a že mimo Mléčnou dráhu existují v dosahu astronomických přístrojů jiné galaxie. Pečlivé studium rozložení těchto galaxií a jejich spektrálních čar vedlo ke vzniku moderní kosmologie. Objevy rudého posuvu v roce 1924 Edwinem Hubblem a reliktního záření v roce 1964 Arnem Penziasem a Robertem Wilsonem ukázaly, že vesmír se rozpíná, a že měl patrně svůj počátek.
Podle dnes převládajícího vědeckého modelu vesmíru, známého jako Velký třesk, se vesmír začal rozpínat z extrémně horkého a hustého bodu, v němž byla soustředěna veškerá hmota a energie pozorovatelného vesmíru. Od Velkého třesku se vesmír rozšířil do dnešní podoby, po velice krátkou dobu (méně než 10−32 sekundy) trvala kosmická inflace. Několik nezávislých experimentálních měření tuto teoretickou inflaci i teorii velkého třesku podpořilo. Nedávná pozorování ukazují, že rychlost rozpínání vesmíru se zvětšuje, a to díky temné energii (energii vakua), o níž první data získal v 1933 švýcarsko-americký astronom Fritz Zwicky: většina hmoty ve vesmíru se vyskytuje ve formě, kterou nelze zjistit současnými přístroji, a proto není zahrnuta v současných modelech vesmíru, což je případ temné hmoty. Nepřesnosti současných pozorování vesmíru nedovolují předpovědět konečný osud vesmíru.
Současný výklad astronomických pozorování ukazuje, že stáří vesmíru je 13,799 ±0,021 miliardy let a že průměr pozorovatelného vesmíru je minimálně 93 miliard světelných let čili 8,80×1026
metrů.
Podle obecné teorie relativity se prostor může rozšiřovat rychlostí větší, než je rychlost světla, a proto můžeme pozorovat jen malou část vesmíru v důsledku omezené rychlosti světla. Protože nemůžeme pozorovat prostor ve vzdálenosti větší než dokázalo uletět světlo (či jakékoli jiné elektromagnetické záření) od velkého třesku, není jisté, zda velikost vesmíru je konečná nebo nekonečná.
Podle některých vědeckých teorií je tento „náš“ vesmír součástí systému většího počtu vesmírů zvaného multivesmír nebo mnohovesmír (z anglického multiverse). Tyto jiné vesmíry přitom mohou mít zcela odlišné fyzikální zákony než ten náš, který známe. Termín mnohovesmír se používá také v populární kultuře, především ve sci-fi literatuře.

## Etymologie, synonyma a definice
České slovo vesmír pochází z ruského slova весь мир (ves mir – „celý svět“), které se začalo používat v době národního obrození místo staročeského vesvět. Anglické slovo pro vesmír (universe) pochází ze starofrancouzského slova univers, a to z latinského slova universum. Toto slovo používal Cicero i pozdější autoři latinských textů ve stejném smyslu, jako se dnes používá slovo vesmír. Latinské slovo pochází z poetického zkrácení slova unvorsum, poprvé použitého v Lukreciově knize De rerum natura (O přírodě) IV.262.

Obrázek Foucaultova kyvadla, které potvrzuje otáčení planety Země kolem vlastní osy.

Alternativní výklad slova unvorsum je „vše se otáčí jako jedno“, nebo „vše je otáčeno jedním“. V tomto smyslu může být slovo překladem staršího řeckého slova pro vesmír, περιφορά, „něco přepravovat v kruhu“, které původně znamenalo roznášení jídla v kruhu hostů. Toto řecké slovo odkazuje na časné řecké modely vesmíru. Ohledně Platónovy metafory o Slunci Aristotelés uvažoval o tom, že rotace nejvzdálenější sféry stálic prostřednictvím Slunce působí pohyb a změny na Zemi. Řekové celkem přirozeně předpokládali, že Země je pevná a že se nebe otáčí kolem ní, a teprve důmyslná astronomická a fyzikální měření (jako Foucaultovo kyvadlo) musela prokázat opak.
Nejvíce používaný termín pro „vesmír“ mezi starověkými řeckými filozofy od dob Pythagora byl τὸ πᾶν (všechno), definované jako celek (τὸ ὅλον) a prostor (τὸ κενόν). Další synonyma vesmíru u starověkých řeckých filozofů byla κόσμος (což znamenalo svět, kosmos) a φύσις (jež původně znamenalo živou přírodu a z něhož pochází slovo fyzika). Podobná synonyma se vyskytují v latině (totum, mundus, natura) a přežila i v moderních jazycích, např. německá slova Das All, das Weltall a die Natur pro vesmír. Podobná synonyma jsou také v angličtině, jako everything (v teorii všeho), cosmos (v kosmologii), world (hypotéza mnoha světů) nebo nature (přírodní zákony a přírodní filozofie).

### Nejširší definice: realita a pravděpodobnost
Nejširší definici vesmíru lze nalézt ve spise De Divisione naturae (O rozdělení přírody) středověkého filozofa a teologa Jana Scota Eriugeny, který definoval vesmír jako prostě vše: všechno stvořené i všechno nestvořené. Ve Feynmanově přístupu ke kvantové mechanice na bázi dráhového integrálu jsou amplitudy pravděpodobnosti různých výsledků určitého pokusu – za přesně definovaného počátečního stavu systému – určeny sumací po všech možných historiích (cestách), kudy mohl systém dospět z počátečního do konečného stavu systému. Samozřejmě pokus může mít pouze jeden výsledek, jinými slovy, je možný pouze jeden skutečný výsledek v našem vesmíru, viz proces kvantového měření, také známý jako kolaps vlnové funkce. V tomto dobře definovaném matematickém významu i to, co neexistuje (všemi možnými cestami), může ovlivnit to, co skutečně existuje (experimentální měření). Konkrétní příklad: každý elektron je v podstatě totožný s každým jiným elektronem, a proto musí amplituda pravděpodobnosti počítat s možností, že si vymění místa, což je jev známý jako symetrie výměny. Toto pojetí vesmíru, a to jak existujícího, tak neexistujícího, má volnou paralelu v buddhistické doktríně šúnjata o vzájemném vývoji reality, a v představě Gottfrieda Leibnize o existenci nekompatibilního, nekonzistentního.

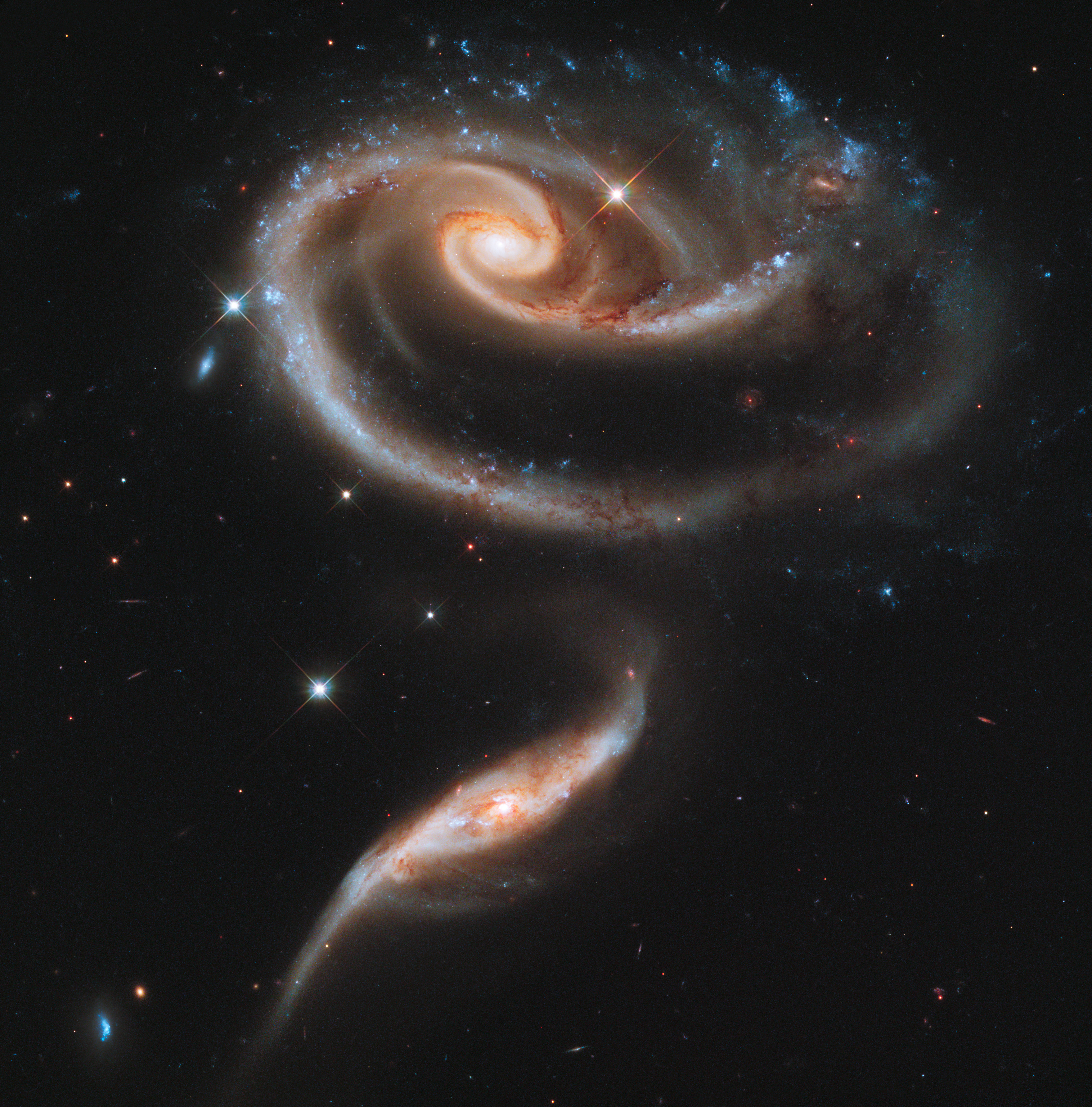
Skupina galaxií Arp 273 v souhvězdí Andromedy

### Definice reality
Obvykle se vesmír definuje jako vše, co existovalo, existuje a bude existovat. Podle našeho současného chápání se vesmír skládá ze tří principů: prostoru a času, souhrnně známého pod pojmem časoprostor nebo vakuum; forem energie, včetně hybnosti a hmoty, a přírodních zákonů, které je dávají do vztahů. S definicí pojmu vesmíru souvisí vše, co existuje v jediném okamžiku kosmologického času, jako je věta „Vesmír je nyní vyplněn jednotným mikrovlnným zářením na kosmickém pozadí“.
Tyto tři principy vesmíru (časoprostor, hmota, energie a fyzikální zákony) zhruba odpovídají představám Aristotelovým. Ve své knize Fyzika (Φυσικῆς, od které odvozujeme slovo fyzika), Aristoteles dělí τὸ πᾶν (vše) do tří zhruba analogických složek: hmoty (látka, ze které se skládá vesmír), tvaru (uspořádání hmoty ve vesmíru) a změny (stvoření, zničení nebo změna jeho vlastností, změna jeho tvaru). Fyzikální zákony jsou koncipovány jako pravidla pro vlastnosti hmoty, jejího tvaru a jejích změn. Později filozofové jako například Lucretius, Averroes, Avicenna nebo Baruch Spinoza změnili či upřesnili jejich rozdělení, například Averroes a Spinoza rozeznávají natura naturans (tvořící, aktivní přírodu) od natura naturata, stvořené přírody.

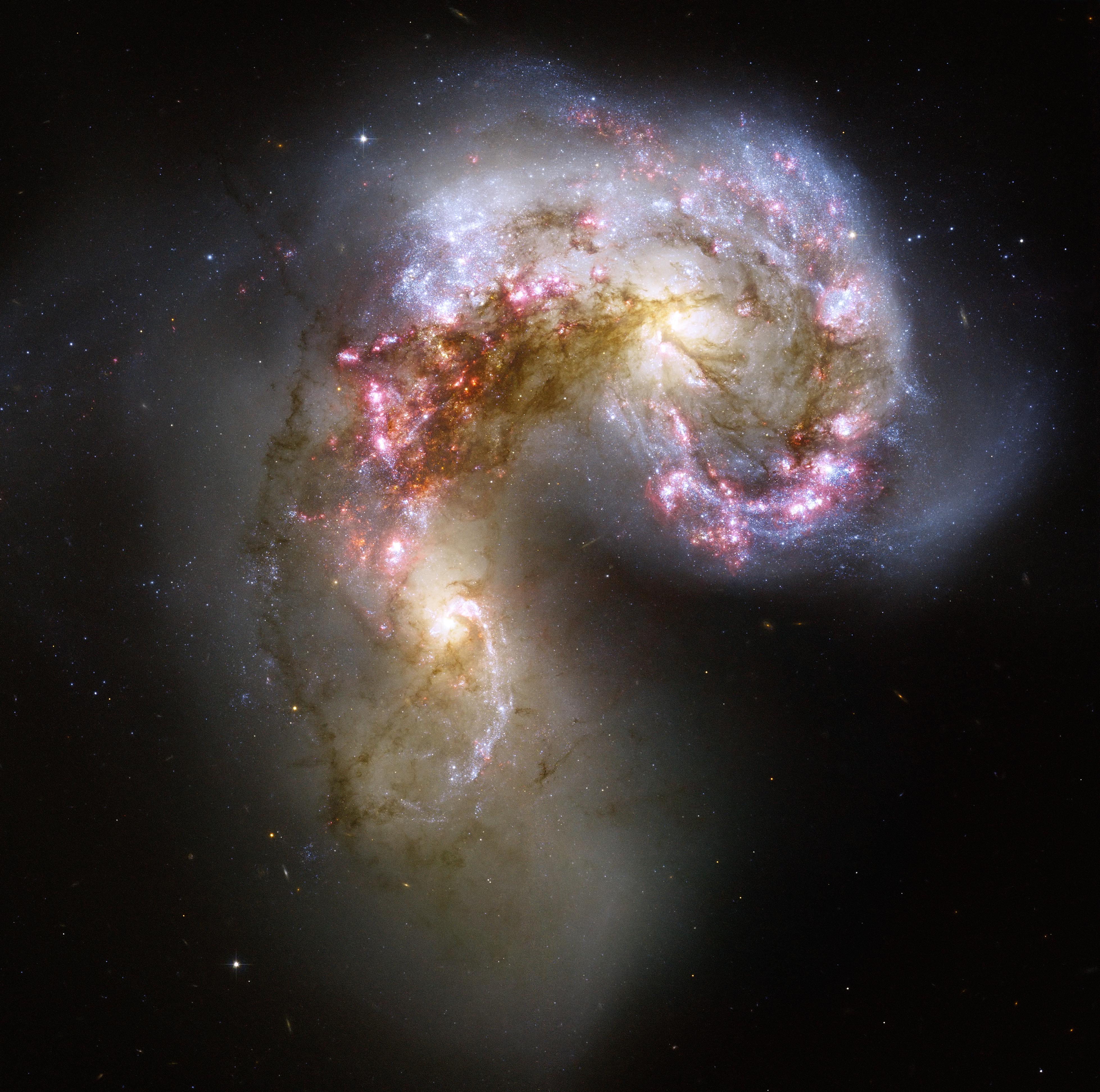
Galaxie Tykadla v souhvězdí Havrana

### Definice oddělených časoprostorů
Je možné si představit oddělené časoprostory, každý existující sám o sobě, které ale nemohou navzájem spolu komunikovat. Snadno si lze představit jako metaforu skupinu samostatných mýdlových bublin, v nichž žijí pozorovatelé, a z jedné mýdlové bubliny nemohou spolupracovat s pozorovateli v jiných mýdlových bublinách, dokonce z principu. Podle jedné terminologie je každá „mýdlová bublina“ časoprostoru označována jako vesmír, zatímco náš konkrétní prostor a čas se označuje jako náš Vesmír, stejně jako my máme pojmenování pro náš měsíc Měsíc. Celá kolekce těchto oddělených prostorů se označuje mnohovesmír. Tyto spolu nespojené vesmíry by mohly mít odlišné dimenze a topologie prostoročasu, různé formy hmoty a energie, různé fyzikální zákony a fyzikální konstanty, ačkoli takové možnosti jsou v současné době jen spekulativní.

### Definice pozorovatelné reality
Podle ještě více omezující definice je vesmír vše, co se nachází v našem časoprostoru a s čím bychom mohli interagovat nebo naopak. Podle obecné teorie relativity některé regiony prostoru nemohou být nikdy v interakci s naší částí prostoru za celou dobu existence vesmíru, a to kvůli konečné rychlosti světla a pokračující expanzi vesmíru. Například rádiové signály vyslané ze Země nikdy nedosáhnou určité oblasti prostoru, a to i kdyby vesmír existoval navěky, neboť prostor se může šířit rychleji než světlo. Je třeba zdůraznit, že vzdálené oblasti vesmíru existují a jsou součástí reality stejně jako my, ale nikdy jich nemůžeme dosáhnout. Oblasti prostoru, které můžeme ovlivnit a které nás mohou kauzálně ovlivnit, jsou označovány jako pozorovatelný vesmír. Přísně vzato, pozorovatelný vesmír závisí na poloze pozorovatele. Cestováním může pozorovatel přijít do styku s větší oblasti prostoru a času než pozorovatel, který je stále na jednom místě: pozorovatelný vesmír je pro prvního z nich větší než pro druhého. Přesto ani nejrychlejší cestovatel není schopen komunikovat se všemi částmi prostoru. Obvykle se pozorovatelným vesmírem rozumí vesmír pozorovatelný z naší Sluneční soustavy v Mléčné dráze.

## Velikost, stáří, obsah, struktura a zákony vesmíru

Složení vesmíru dle dat WMAP

Oblast vesmíru viditelná ze Země (pozorovatelný vesmír) je koule o poloměru přibližně 46 miliard světelných let,; (celý vesmír podle nejnovějších odhadů má zhruba 96 miliard světelných let). Poloměr byl určen z nejvzdálenějších viditelných objektů se zahrnutím rozpínání vesmíru. Pro srovnání: typická galaxie má průměr přibližně 30 000 světelných let a obvyklá vzdálenost mezi dvěma sousedními galaxiemi je 3 milióny světelných let. Například naše Galaxie má průměr zhruba 100 000 světelných let, a galaxie v Andromedě se nachází zhruba ve vzdálenosti 2,5 milionů světelných let od Mléčné dráhy. V pozorovaném vesmíru existuje pravděpodobně více než 100 miliard (1011) galaxií. V roce 2016 britští astronomové odhadli počet galaxií na více než jeden bilion. Velikosti galaxií se pohybují od trpasličích galaxií s méně než deseti miliony (107) hvězd, až po obří eliptické galaxie s biliónem (1012) hvězd, všechny se otáčejí kolem těžiště ve středu galaxie. Z velice hrubého odhadu vyplývá, že v pozorovatelném vesmíru je kolem jedné triliardy hvězd (1021), nicméně v roce 2010 astronomové zveřejnili studii, která došla k číslu 300 triliard hvězd (3×1023).
Pozorovatelná hmota ve vesmíru je rozšířena rovnoměrně (homogenně), pokud se berou průměrné hodnoty ve vzdálenostech větších než 300 miliónů světelných let. Nicméně v menším měřítku pozorujeme, jak se hmota hierarchicky „shlukuje“: atomy do hvězd, většina hvězd do galaxií, většina galaxií do kup galaxií, kupy se sdružují v nadkupách galaxií, tvoří vlákna (filamenty) o velikosti desítek až stovek milionů světelných let a nakonec tu jsou největší struktury ve vesmíru, jako je např. Sloanova velká zeď galaxií. Také pozorovatelná hmota je ve vesmíru rozložena izotropně, což znamená, že vesmír se jeví ve všech směrech pozorování stejný, v každém směru pozorování tedy obsahuje přibližně stejné množství objektů. Ve vesmíru se vyskytuje rovněž izotropní mikrovlnné záření, které odpovídá tepelné rovnováze spektra záření černého tělesa o teplotě asi 2,725 Kelvinů. Hypotéza, že celý vesmír je homogenní a izotropní, je známa jako kosmologický princip a astronomická pozorování ji podporují.

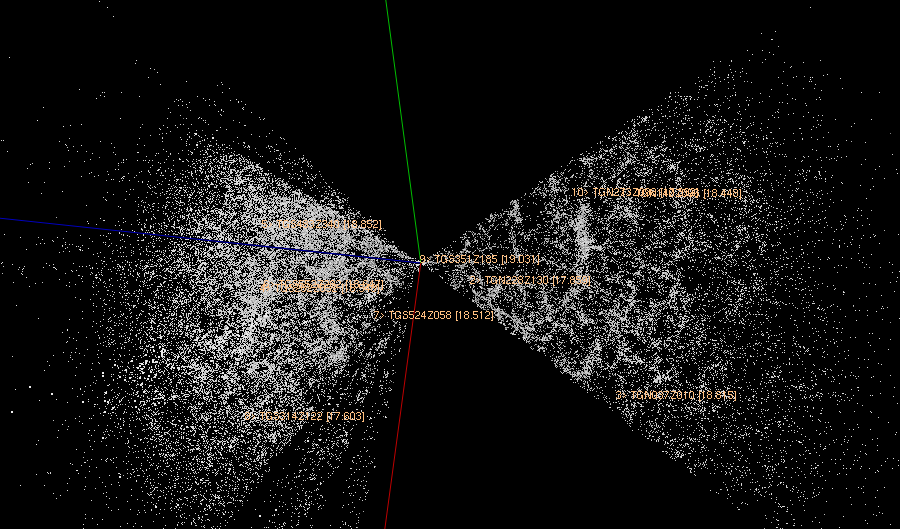
Rozložení galaxií ve vesmíru získané v rámci projektu 2dF Galaxy Redshift Survey

Současný vesmír má velmi nízkou celkovou hustotu, zhruba 9,9×10−30 gramů na centimetr krychlový. Tato hmota a energie je rozdělena na 74 % temné energie, 22 % chladné temné hmoty a 4 % baryonové (běžné) hmoty. Na čtyři metry krychlové připadá jeden atom vodíku. Vlastnosti temné energie a temné hmoty jsou z velké části neznámé. Temná hmota podléhá gravitaci stejně jako obyčejná hmota a tudíž zpomaluje expanzi vesmíru, naopak temná energie toto rozpínání urychluje.
Nejpřesnější odhad věku vesmíru, 13,799±0,021 miliardy let, vznikl na základě pozorování reliktního kosmického mikrovlnného záření. Nezávislé odhady (založené například na radioaktivním datování) věku vesmíru mají sice menší přesnost, přesto potvrdily věk 11–20 miliard let, či 13–15 miliard let. Vesmír nebyl stejný po celou dobu své existence; například poměr mezi populacemi kvasarů a galaxií se změnil a sám prostor se patrně rozšířil. Tato expanze umožnila, že pozemští vědci mohou pozorovat světlo z galaxie vzdálené třicet miliard světelných let od Země, a to i v případě, že světlo k nám cestovalo pouhých třináct miliard roků. Tato expanze je v souladu s pozorováním, že fotony emitované ze vzdálených galaxií mají posunutou vlnovou délku do červeného oboru spektra a nižší frekvenci. Rychlost prostorové expanze vesmíru se zrychluje, jak ukazuje studium supernov typu Ia a expanze byla potvrzena i dalším pozorováním. Novější výzkum s mnohem větším počtem supernov typu Ia však zrychlenou expanzi zpochybnil.

Spirální galaxie Messier 81 v souhvězdí Velké medvědice

Relativní podíly chemických prvků, především nejlehčích atomů, jako je vodík, deuterium a helium, se zdají být stejné v celém vesmíru a jsou pozorovatelné po celou jeho historii. Zdá se, že ve vesmíru je mnohem více hmoty než antihmoty, asymetrie pravděpodobně souvisí s narušením CP invariance při rozpadech elementárních částic. Zdá se, že vesmír nemá žádný souhrnný elektrický náboj, proto má gravitace dominantní postavení v kosmologických měřítkách délky. Zdá se také, že vesmír nemá žádnou souhrnnou hybnost či moment hybnosti. Absence náboje a hybnosti by vyplývaly ze známých fyzikálních zákonů (Gaussova zákona elektrostatiky a z Landauova-Lifšicova pseudotenzoru), pokud by vesmír byl konečný.
Z pozorování se zdá, že vesmír tvoří spojité časoprostorové kontinuum, které se skládá ze tří prostorových dimenzí a jednoho časového rozměru. Prostor se zdá být téměř plochý (téměř nulové zakřivení), což znamená, že Eukleidovská geometrie experimentálně platí s vysokou přesností pro většinu vesmíru. Zdá se, že časoprostor má souvislou topologii, alespoň v měřítku pozorovatelného vesmíru. Jsou však také náznaky, že by vesmír mohl být vícedimenzionální, a že časoprostor může mít provázanou globální topologii, obdobně s válcovou nebo toroidní topologií dvourozměrných prostorů.

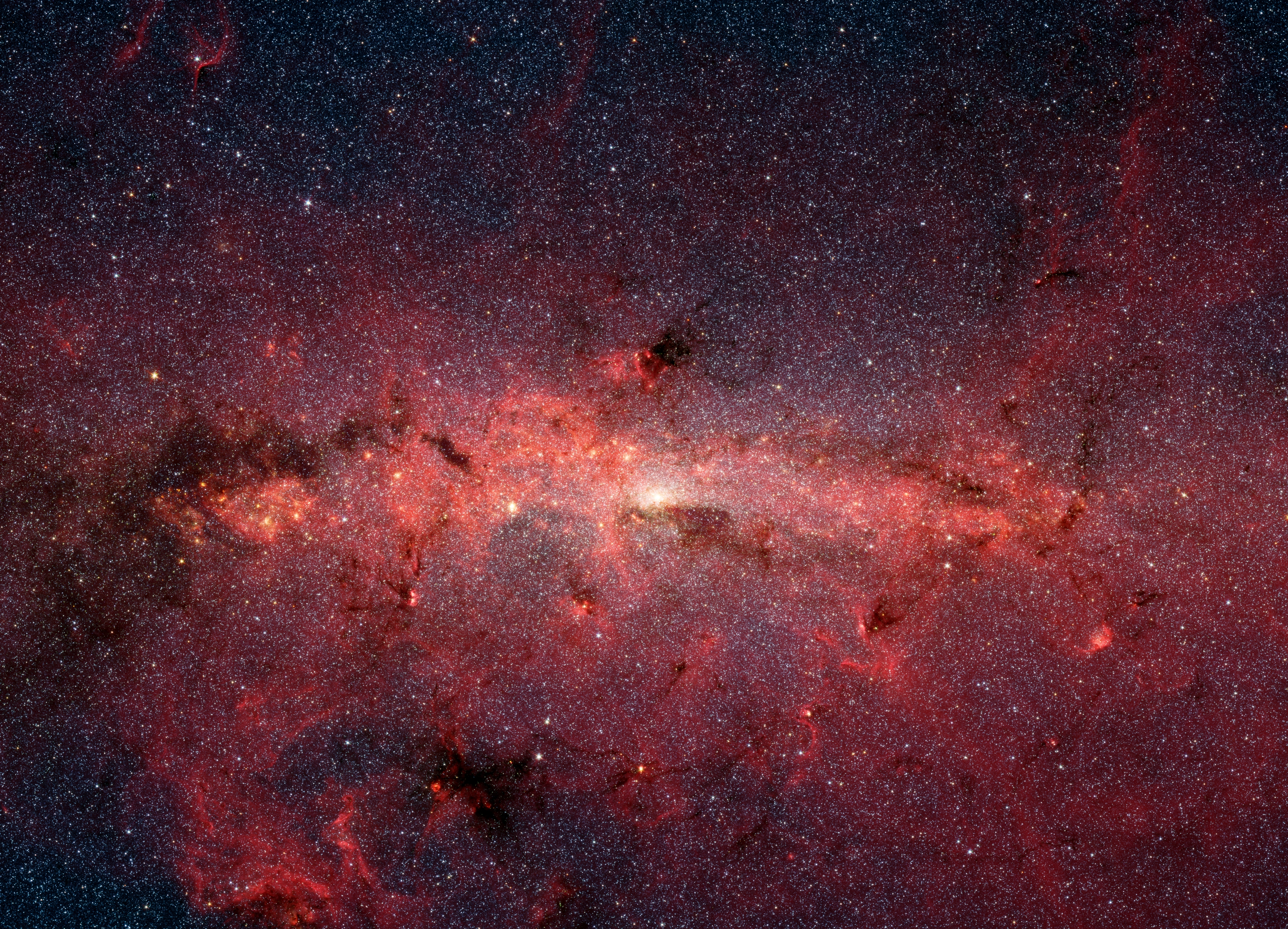
V naší galaxii Mléčná dráha je více než 200 miliard hvězd

Vesmír se podle pozorování řídí souborem fyzikálních zákonů a fyzikálních konstant. Podle převažujícího standardního modelu fyziky se veškerá hmota skládá ze tří generací leptonů a kvarků, což jsou fermiony. Tyto elementární částice spolu interagují prostřednictvím nejvýše tří základních interakcí: elektroslabé interakce, která zahrnuje elektromagnetismus a slabou jadernou sílu, silnou jadernou sílou, jak ji popisuje kvantová chromodynamika, a gravitaci, která se v současné době dá nejlépe popsat obecnou teorií relativity. První dvě interakce mohou být popsány renormalizovanou kvantovou teorií pole, interakce zprostředkovávají kalibrační bosony, které odpovídají určité kalibrační symetrii. Renormalizované kvantové teorie obecné relativity dosud nebylo dosaženo, i když různé formy teorie strun jsou nadějné. Speciální teorie relativity má platnost v celém vesmíru, za předpokladu, že prostorové a časové délky jsou dostatečně malé, jinak musí být použita obecná teorie relativity. Neexistuje žádné vysvětlení pro konkrétní hodnoty fyzikálních konstant, jako je Planckova konstanta h nebo gravitační konstanta G a jeví se, že jsou platné v celém vesmíru. Platí zákony zachování, jako např. zákon zachování náboje, hybnosti, momentu hybnosti a energie; v mnoha případech mohou tyto zákony zachování souviset se symetrií a matematickou identitou.

### Jemné vyladění vesmíru
Z pozorování vyplývá, že základní fyzikální konstanty, které určují vlastnosti našeho vesmíru mají zvláštní hodnoty v tom smyslu, že ve vesmíru, kde by tyto konstanty měly jen mírně odlišné hodnoty, by nemohl vzniknout inteligentní život. Existují vědecké práce, které ukazují, jak by alternativní vesmír mohl vypadat. Není však jisté, za jakých podmínek může vzniknout inteligentní život, jakých nabývá forem a tvarů a jak dlouhou má dobu trvání. Důležité konstatování v této diskusi je, že pro pozorovatele existuje vesmír, který je doladěn tak, že je schopen podporovat inteligentní život. Podmíněná pravděpodobnost pozorování vesmíru, který je vyladěný k podpoře inteligentního života, je 1. Tento poznatek je znám jako malý antropický princip a je zvláště důležitý v případě vzniku vesmíru a pravděpodobnosti vzniku jiných vesmírů s odlišnými vlastnostmi od našeho vesmíru. Naproti tomu velký antropický princip, který v této skutečnosti vidí stopu záměru, nemá vědeckou povahu a je zdrojem polemik.

## Historické modely vesmíru

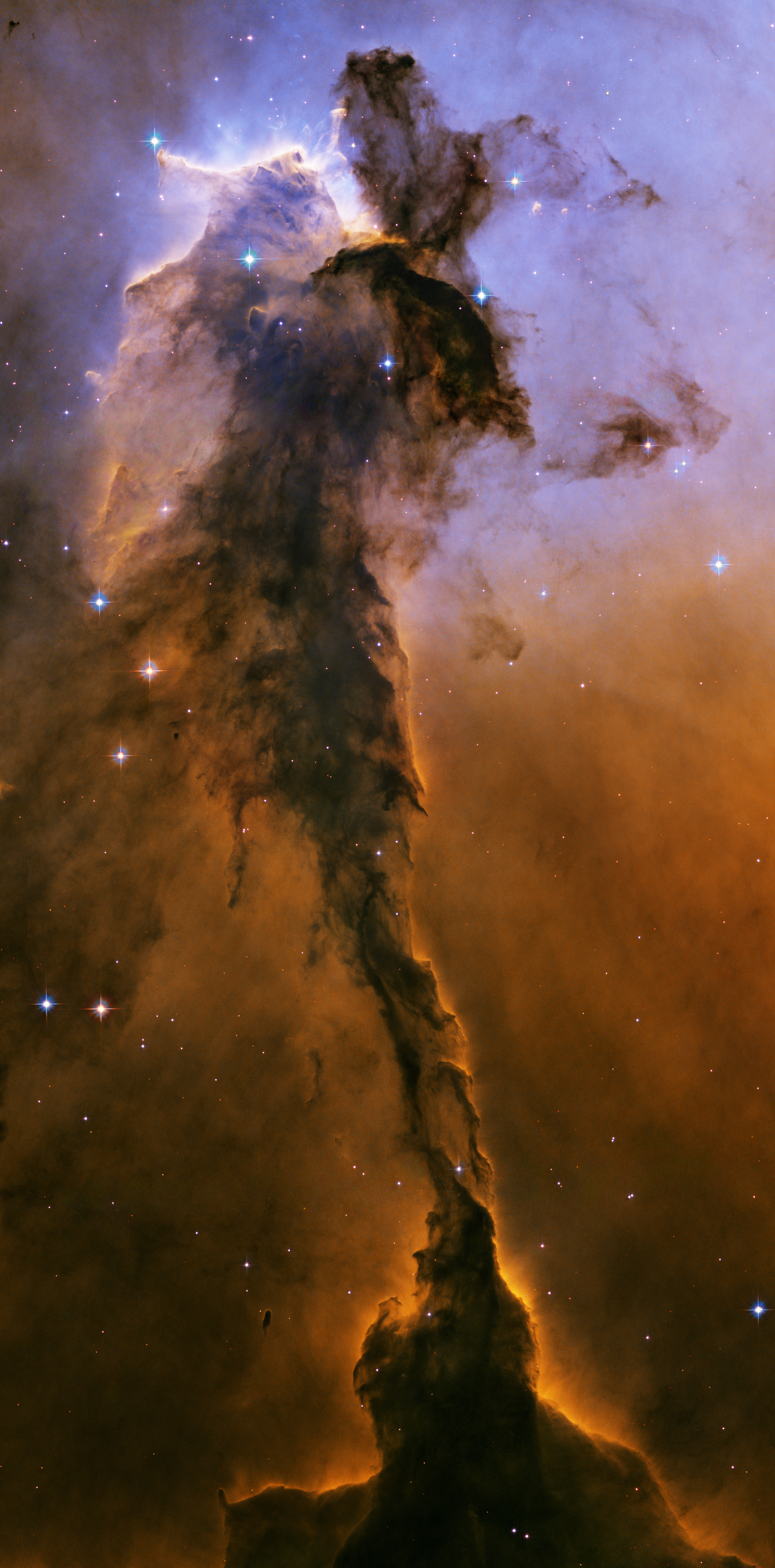
Orlí mlhovina

Modely vesmíru (kosmologie) a jeho původu (kosmogonie) vznikaly na základě ve své době dostupných údajů a představ o vesmíru. V minulosti byla kosmologie a kosmogonie příběhem bohů vyprávěných různými způsoby. Teorie odosobněného vesmíru řídícího se fyzikálními zákony byly nejprve navrhovány Řeky a Indy. V průběhu staletí se zlepšovala astronomická pozorování, vznikly teorie pohybu a gravitace, které vedly ke stále přesnějšímu popisu vesmíru. Moderní éra kosmologie začala v roce 1916 obecnou teorií relativity Alberta Einsteina, která umožnila kvantitativně předpovědět vznik, vývoj a konec vesmíru jako celku. Většina dnes přijímaných kosmologických teorií vychází z obecné teorie relativity a z předpokládané teorie Velkého třesku, jsou však třeba ještě přesnější měření, která by určila, která z teorií je správná.

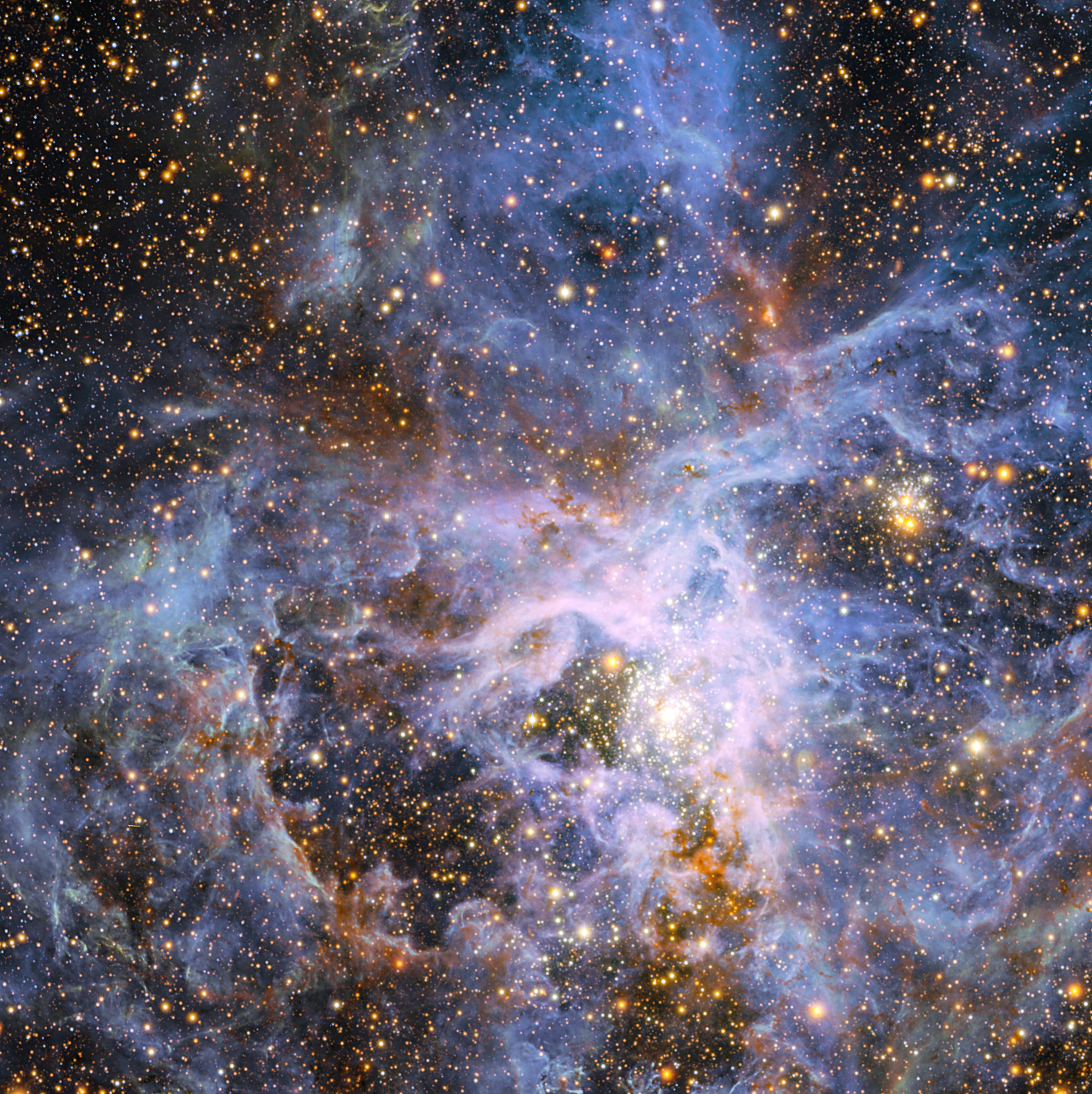
Mlhovina Tarantule

### Stvoření světa
Mnohé kultury znají příběhy popisující stvoření světa, které můžeme rozdělit do několika různých typů. V jednom se svět rodí z vejce, jako například ve finské epické básni Kalevala, čínském příběhu Pangu nebo indickém příběhu Brahmánda Purana. V jiných příbězích vystupuje bytost, která stvoří svět, jenž z ní vychází, jako v příběhu tibetského buddhismu o Ádi-buddhovi, ve starověkém řeckém příběhu Gaii (Matky Země), mýtu aztécké bohyně Coatlicue, v příběhu staroegyptského boha Atuma, nebo stvoření světa podle biblické knihy Genesis. V dalším typu příběhu je svět stvořen ze spojení mužského a ženského božstva jako například v maorském Rangi a Papa. V jiných příbězích je vesmír stvořen ruční prací z již existujících materiálů, jako je tělo mrtvé bohyně Tiamat v babylónském eposu Enúma eliš nebo obra Ymira v severské mytologii – nebo z chaosu, jako Izanagi a Izanami v japonském bájesloví. V jiných příbězích vychází vesmír ze základních principů, jako je Brahman a Prakrti, nebo jin a jang v čínské filozofii.

### Filozofické modely vesmíru
V 6. století před naším letopočtem raní řečtí filozofové, předsókratici, vytvořili první známé filozofické modely vesmíru. Nejdříve poznali, že zdání může klamat, a usilovali o lepší pochopení základních skutečností. Zvláště si všimli schopností věci změnit formu (např. led se změní na vodu a dál na páru) a několik filozofů si začalo uvědomovat, že všechny očividně různé látky na světě (dřevo, kov, atd.) jsou různými formami jednoho praelementu, arché. Prvním byl Thalés, který za tuto pralátku považoval vodu. Po něm Anaximenés za prvopočátek považoval vzduch a navrhl, že musí existovat přitažlivé a odpudivé síly, které způsobují že arché kondenzuje a vyskytuje se v různých formách. Empedoklés definoval jako základní látky čtyři živly ve vesmíru, které jsou nutné k vysvětlení jeho rozmanitosti (zemi, vzduch, oheň a vodu) a které se vyskytují v různých kombinacích a formách. Tato teorie čtyř elementů byla přijata řadou dalších filozofů. Někteří filozofové před Empedoklem prosazovali méně hmotné věci pro arché, Hérakleitos prosazoval logos „rozum, který řídí veškerenstvo“, Pythagoras věřil, že všechny věci jsou složené z čísel, kdežto Thaletův student Anaximandros věřil, že vše je složeno z chaotické látky známé jako apeiron (bezmezno), zhruba odpovídající modernímu pojmu kvantové pěny. Teorii apeiron pozoruhodně modifikoval Anaxágoras, který navrhoval, že různé věci na světě jsou utkané z rychle rotujícího apeironu, který uvádí do pohybu Nús (mysl). Jiní filozofové – především Leukippos a Démokritos – navrhli, že vesmír je složen z nedělitelných atomů, pohybujících se v prázdném prostoru, vakuu. Aristotelés tomuto názoru oponoval (Příroda se hrozí prázdnoty) na základě toho, že odpor vůči pohybu se zvyšuje s hustotou; z tohoto důvodu by prázdný prostor neměl bránit pohybu, což by mělo vést k možnosti nekonečné rychlosti.

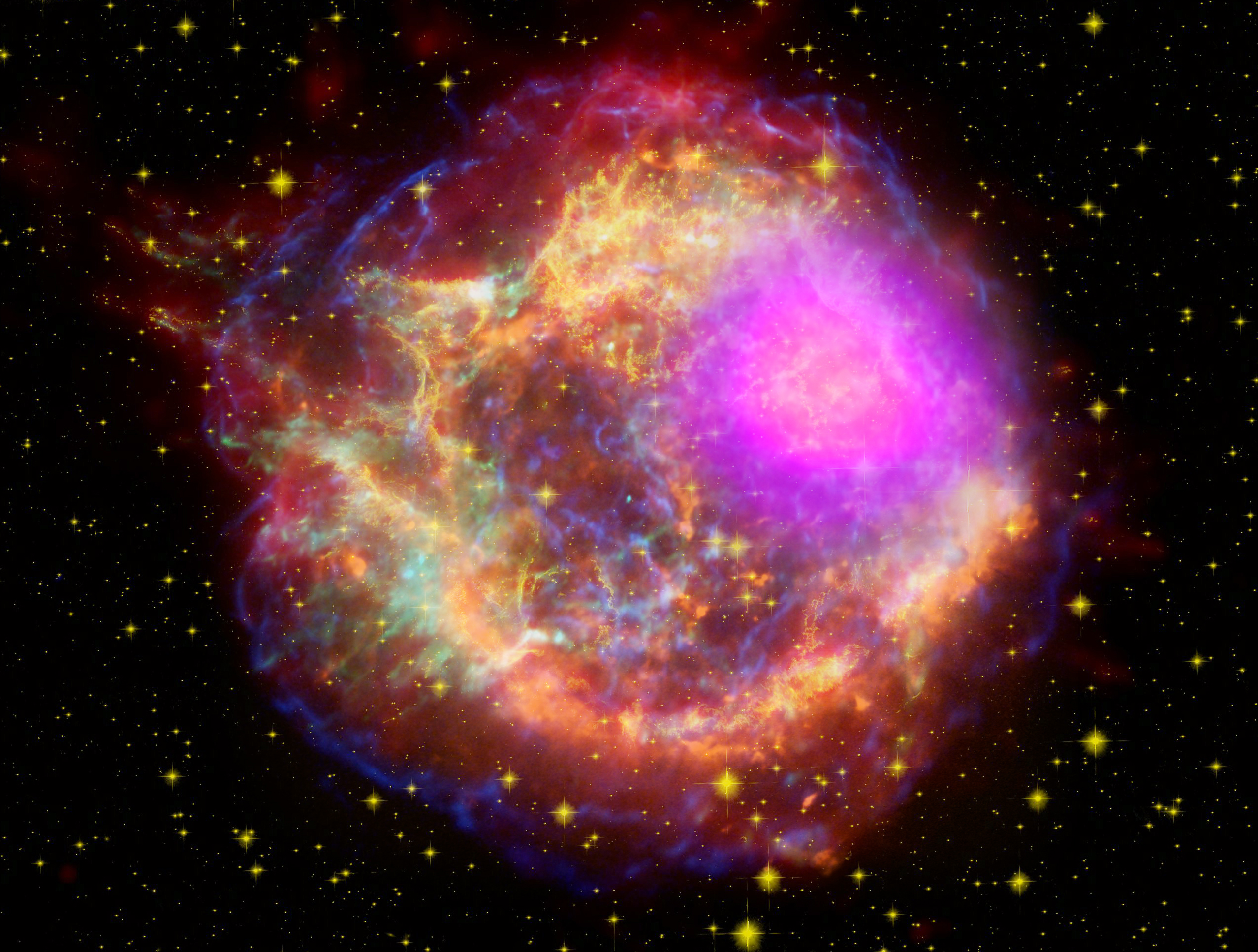
Pozůstatek po výbuchu supernovy v souhvězdí Kasiopeji

Ačkoli Hérakleitos byl zastáncem věčné změny, jeho současník Parmenidés přišel s myšlenkou, že všechny změny jsou pouhou iluzí, že opravdová základní skutečnost je věčně neměnná a jednoho charakteru. Parmenidés označil tuto skutečnost za τὸ ἐν (jedno). Parmenidova teorie nebyla pro mnoho Řeků přijatelná a jeho žák Zénón z Eleje předložil k řešení několik slavných paradoxů. Aristotelés vyřešil paradoxy zavedením pojmu nekonečně dělitelného kontinua a aplikoval je na prostor a čas.
Indický filozof Kanáda, zakladatel filozofické školy Vaišéšika, která přišla s teorií atomismu, si myslel, že světlo a teplo jsou různými druhy téže látky. V 5. století našeho letopočtu si buddhistický filozof atomista Dignāga myslel, že existují atomy bodové velikosti, které jsou krátkodobými záblesky světla a energie. Popíral existenci podstatných věcí, a myslel si, že pohyb je tvořen okamžitými proudy záblesků energie.
Teorie omezeného času (temporal finitism) je inspirována doktrínou stvoření světa sdíleného třemi abrahámovskými náboženstvími: judaismem, křesťanstvím a islámem. Křesťanský filozof Jan Filoponos předložil filozofické argumenty proti starověké řecké představě nekonečné minulosti. Filoponovy argumenty proti nekonečné minulosti používal od počátku muslimský filozof Alkindus, židovský filozof Josefem Gaonem a muslimský teolog Al-Ghazzálím. Nazývají se také kosmologický argument Kalam. Použili dva logické argumenty proti nekonečné minulosti, z nichž první je argument „proti možnosti existence časového nekonečného regresu“, má následují strukturu:
- (1) Aktuální nekonečno nemůže existovat.
- (2) Nekonečný časový regres událostí by vytvořil aktuální nekonečno.
- (3) Proto nekonečný časový regres událostí nemůže existovat.[84]

Druhém argumentu, „nemožnosti utvořit aktuální nekonečno přidáváním“, se uvádí:
- (1) Časová série událostí je množinou, která je utvářená přidáváním událostí.
- (2) Množina utvářená za sebou následující událostmi nemůže být aktuálním nekonečnem.
- (3) Proto časová série událostí nemůže být aktuálním nekonečnem.[85]

Oba argumenty byly přijaty později křesťanskými filozofy a teology, a druhý argument se stal slavným zejména poté, co byl přijat Immanuelem Kantem v jeho diplomové práci o protimluvech týkajících se času.

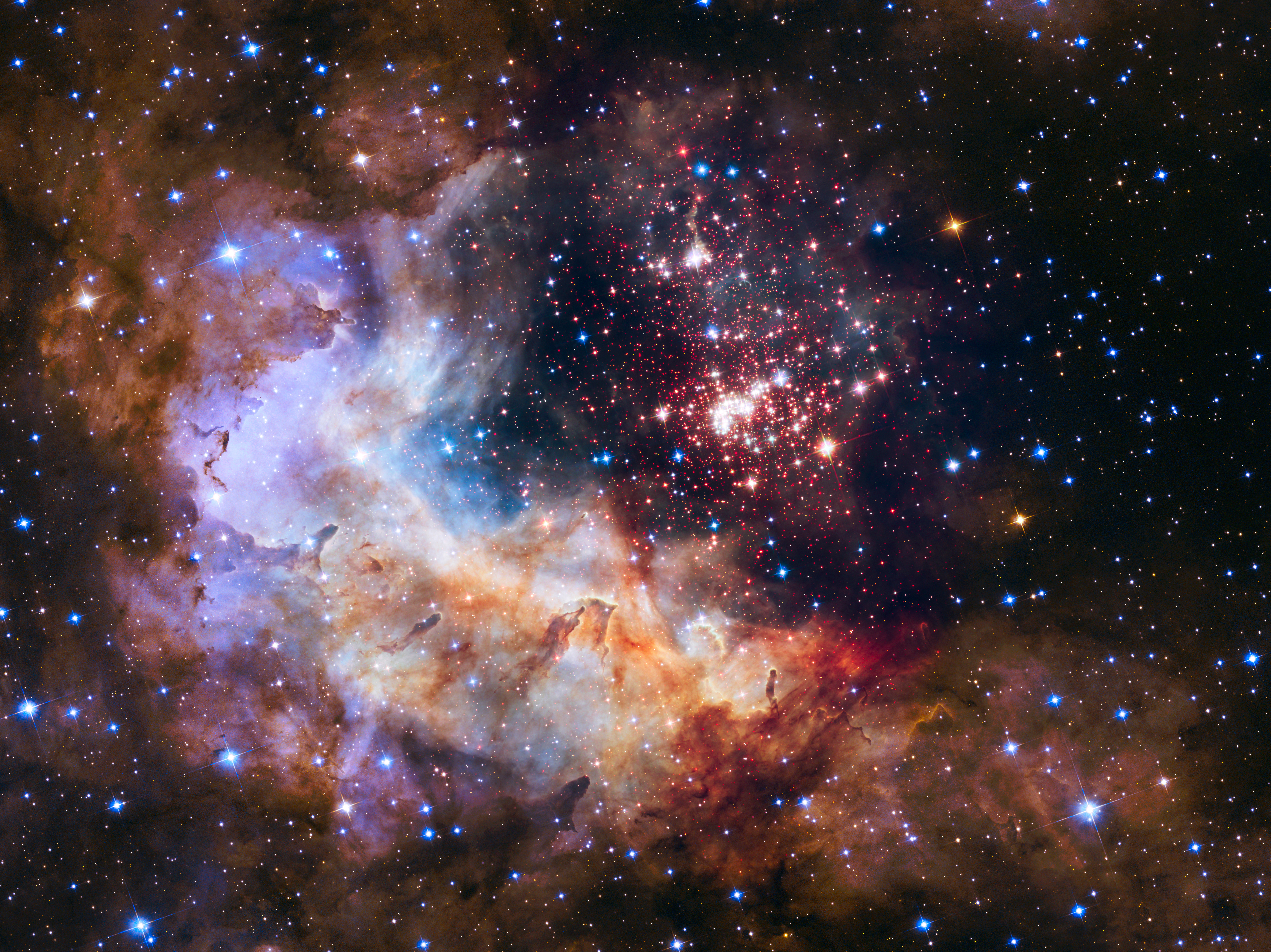
Hvězdokupa Westerlund 2

### Astronomické modely vesmíru
První astronomické modely vesmíru byly vytvořeny krátce po vzniku astronomie babylonskými astronomy, kteří viděli Zemi jako plochý disk plovoucí v oceánu, a tak vytvořili předpoklady pro vznik raných řeckých map světa od Anaximandra a Hekataia z Milétu.
Pozdější řečtí filozofové sledovali pohyby nebeských těles a snažili se vytvořit modely vesmíru, založené na hlubších empirických důkazech. Podle modelu Eudoxa z Knidu je prostor a čas nekonečný a věčný, Země je kulatá a pevná, a všechno ostatní je omezeno pouze na otáčení dutých soustředných sfér, v jejichž středu je nehybná Země, jejíž střed je středem všech koulí. Tento model byl zdokonalen řeckými astronomy Kalippem a Aristotelem, a k téměř do dokonalé shody s astronomickým pozorováním jej přivedl Ptolemaios. Model s nehybnou Zemí uprostřed se shoduje s bezprostřední lidskou zkušeností a Řekové byli přesvědčeni, že jen kruhový pohyb může trvat věčně. Nicméně všichni řečtí vědci nepřijali geocentrický model vesmíru. Pythagorejský filozof Filolaos předpokládal, že ve středu vesmíru je „ohnivé centrum“, kolem kterého krouží Země, Slunce, Měsíc a planety rovnoměrným kruhovým pohybem. Řecký astronom Aristarchos ze Samu byl první známým astronomem, který navrhl heliocentrický model vesmíru. Ačkoli jeho původní spis se ztratil, odkaz v Archimédově knize O počítání písku popisuje Aristarchovu heliocentrickou teorii. Archimedes napsal:
„Aristarchos Samský však vydal knihy jakési s názvem Hypothesy, v nichž vychází z předpokladu, že vesmír jest mnohokrát větší, než jak výše bylo řečeno. Předpokládá totiž, že stálice a Slunce zůstávají nehybné, země pak obíhá po obvodě kruhu kolem Slunce, jež stojí uprostřed dráhy, že dále koule stálic rozložená kolem téhož středu jako Slunce jest takové velikosti, že kruh, v němž, jak předpokládá, země obíhá, jest ku vzdálenosti stálic v tomtéž poměru, v jakém jest střed koule k povrchu. Totoť, jak patrno, jest nemožno. Neboť, ježto střed koule nemá žádné velikosti, jest se domnívati o něm, že není v žádném poměru k povrchu koule. Jest však přijmout, že Aristarchos myslil takto: jakmile předpokládáme, že Země jest jakoby středem vesmíru, tu v tom poměru, v jakém jest Země k tomu, co nazýváme vesmírem, jest koule, v níž jest kruh, v němž, jak předpokládá, Země obíhá, ke kouli stálic. Neboť důkazy fenoménů přizpůsobuje k tomuto předpokladu, a obzvláště zdá se, že velikost koule, v níž dává Zemi se pohybovati, pokládá za stejnou s tím, co nazýváme vesmírem.“

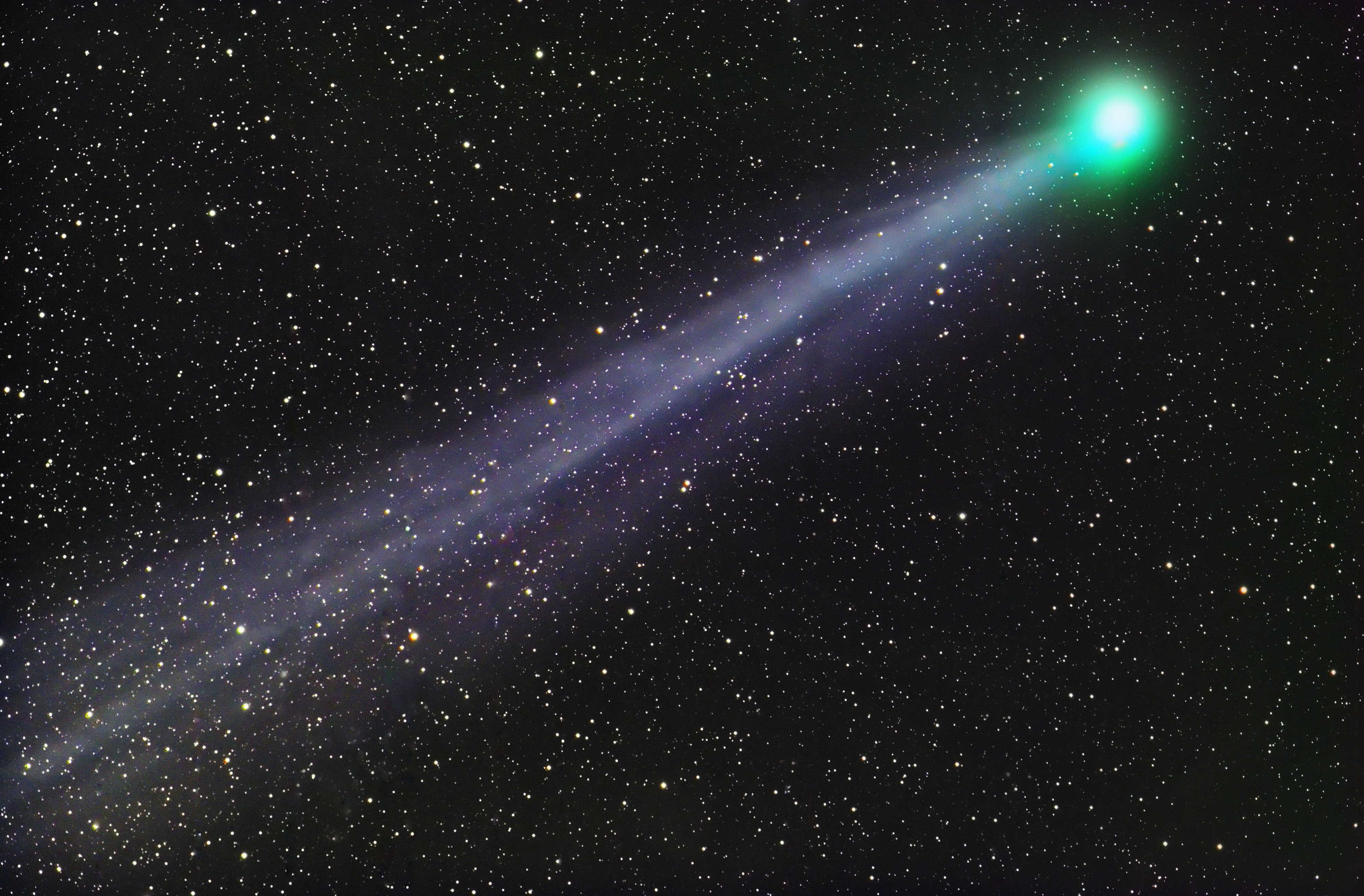
Kometa C/2014 Q2 Lovejoy

Aristarchos také věřil, že hvězdy musí být velice daleko, protože nemají viditelnou paralaxu, a nelze tím pádem pozorovat pohyb hvězd vůči sobě, jako např. pohyb Země kolem Slunce. Hvězdy se nacházejí v mnohem větší vzdálenosti od Země, než se ve starověku všeobecně předpokládalo, proto mohla být hvězdná paralaxa zjištěna dalekohledy až počátkem 19. století, což starověcí astronomové nemohli tušit. Geocentrický model s planetární paralaxou podle nich vysvětloval, proč nelze pozorovat paralaxy hvězd. Odmítnutí heliocentrického názoru bylo zřejmě velmi silné, jak ukazuje následující pasáž z Plutarchova díla:
...Kleanthés z Assu, současník Aristarcha a představitel stoicismu byl přesvědčen, že bylo povinností Řeků obvinit Aristarcha ze Samu z bezbožnosti za to, že uvedl do pohybu srdce vesmíru (tj. Zemi) ... a že předpokládal, že nebe je v klidu, Země obíhá po šikmé kružnici a zároveň se otáčí kolem vlastní osy. Je to také první doložená žaloba na vědce, který zastával odlišný názor.

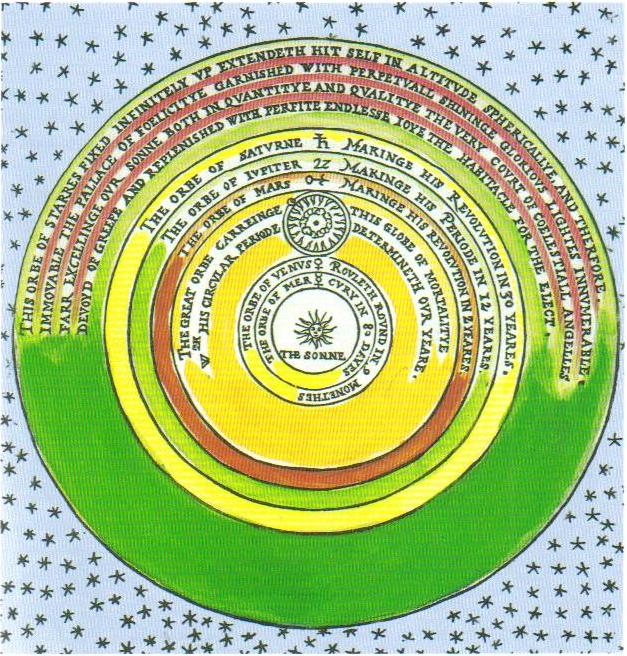
Koperníkův model vesmíru z knihy Thomase Diggese z roku 1576, kde hvězdy už nejsou na sféře okolo Slunce, ale jsou rozloženy rovnoměrně v prostoru kolem

Jediný další známý astronom starověku, který podporoval Aristarchův heliocentrický model vesmíru, byl Seleukos z Babylónu, helénský astronom, který žil sto let po Aristarchovi. Podle Plutarcha byl Seleukos první astronom, který se snažil dokázat heliocentrický systém racionální úvahou, ale jeho argumenty nejsou známé. Pravděpodobně souvisely s fenoménem přílivu a odlivu. Podle Strabóna totiž Seleukos přišel jako první s myšlenkou, že přílivy a odlivy jsou způsobeny přitažlivostí Měsíce, a že výška přílivu závisí na poloze Měsíce vzhledem ke Slunci. Ve středověku přišli s heliocentrickým modelem vesmíru ještě indický astronom Árjabhata a perští astronomové Albumasar a Al-Sijzi.
Aristotelův a Ptolemaiův model byl v západním světě přijímán zhruba po dvě tisíciletí, než Koperník oživil Aristarchovu teorii, že by se astronomická data dala lépe vyložit, kdyby se Země otáčela kolem své osy a Slunce bylo ve středu vesmíru.
| „                                                  | Uprostřed všech (planet) stojí Slunce. Kdo by v tomto překrásném chrámu postavil tuto lampu na jiné nebo lepší místo než toto, odkud může všechno zároveň osvětlovat? | “ |
| — Mikuláš Koperník, O obězích nebeských sfér, 1543 | |   |

Koperník sám říká, že názor o rotaci Země je velice starého původu a lze jej sledovat přinejmenším k Filolaovi (asi 450 př. n. l.), k Herakleidovi z Pontu (přibližně 350 př. n. l.) a k Ekfantovi ze Syrakus. Sto let před Koperníkem křesťanský učenec Mikuláš Kusánský napsal ve své knize De docta ignorantia („Vědění o nevědění“, 1440), že Země se otáčí kolem své osy, totéž tvrdil Árjabhata (476–550), Brahmagupta (598–668) a Albumasar Al-Sijzi. První empirický doklad rotace Země kolem vlastní osy na základě pozorování komet podal ázerbájdžánský astronom Tusi (1201–1274) a perský astronom Ali Qushji (1403–1474). Tusi dále hájil Aristotelův geometrický model vesmíru, kdežto Qushji ho odmítal, podobně jako Koperník později obhájil rotaci Země. Al-Birjandi v roce 1528 dál rozvinul teorii „kruhové setrvačnosti“ pro vysvětlení rotace Země, kterou dále rozšířil Galileo Galilei.
Koperníkův heliocentrický modelu vesmíru hvězdy umístil rovnoměrně do nekonečného prostotu kolem planety, tak jako Thomas Digges ve své knize Perfit Description of the Caelestiall Orbes according to the most aunciente doctrine of the Pythagoreanse („Úplný popis nebeských oběžných drah podle prastaré nauky Pythagorejců“) v roce 1576. Dominikánský mnich Giordano Bruno rovněž přijal myšlenku o nekonečnosti prostoru a věřil, že ve vesmíru je mnoho Slunečních soustav podobných naší; za obhajování tohoto názoru byl upálen dne 17. února 1600 na náměstí Campo dei Fiori v Římě jako kacíř.

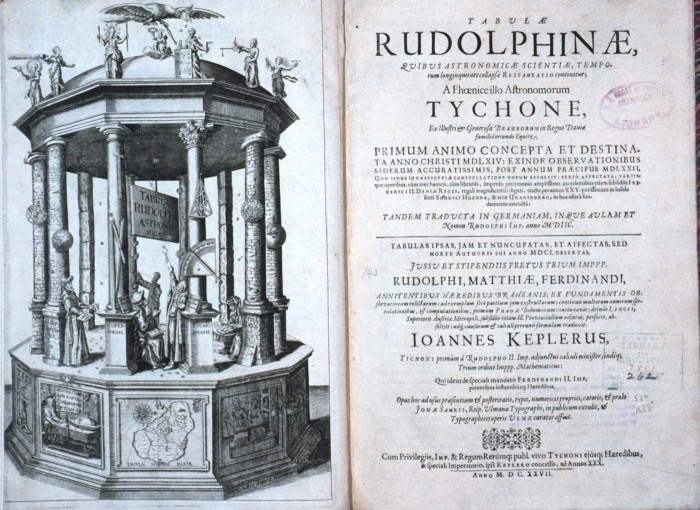
Johannes Kepler publikoval v roce 1627 Rudolfínské tabulky, které obsahují katalog hvězd a planet dle měření Tychona Braha

Toto pojetí vesmíru přijal Isaac Newton, Christiaan Huygens a další vědci, ačkoli obsahovalo několik paradoxů, které byly vyřešeny teprve s rozvojem obecné teorie relativity. První z nich byl, že se předpokládalo, že prostor a čas jsou nekonečné, a že hvězdy ve vesmíru stále vyzařují energii, nicméně hvězda má konečnou hmotnost, a tudíž nemůže věčně vyzařovat energii. Za druhé, Edmund Halley (1720) a Jean-Philippe de Cheseaux (1744) upozornili, že kdyby byl nekonečný prostor rovnoměrně vyplněný hvězdami, musela by noční obloha zářit tak jasně, jako Slunce ve dne (v 19. století dostal tento paradox název Olbersův paradox). Za třetí, Newton poukázal na to, že nekonečný prostor stejnoměrně vyplněný hmotou by způsobil nekonečné síly a nestabilitu, takže hmota by se musela rozdrtit vlastní gravitací. Tuto nesnáz vysvětlilo v roce 1902 kritérium Jeansovy nestability. Jedním z možných řešení posledních dvou paradoxů byl Charlierův vesmír, ve kterém je hmota uspořádána hierarchicky (systémy obíhajících těles, které obíhají větší systém, a tak dále do nekonečna), takže vesmír je fraktálně uspořádán a má zanedbatelně malou celkovou hustotu. Takový model vesmíru navrhl už v roce 1761 Johann Heinrich Lambert. Významným pokrokem v astronomii 18. století bylo to, že např. Thomas Wright, Immanuel Kant a jiní pochopili, že hvězdy nejsou rozloženy rovnoměrně v celém prostoru, ale seskupují se do galaxií.
Moderní éra kosmologie začala v roce 1917, kdy Albert Einstein poprvé aplikoval svoji obecnou teorii relativity pro modelování struktury a dynamiky vesmíru. Tato teorie a její důsledky je podrobněji popsána v následující části.

## Teoretické modely vesmíru

### Obecná teorie relativity

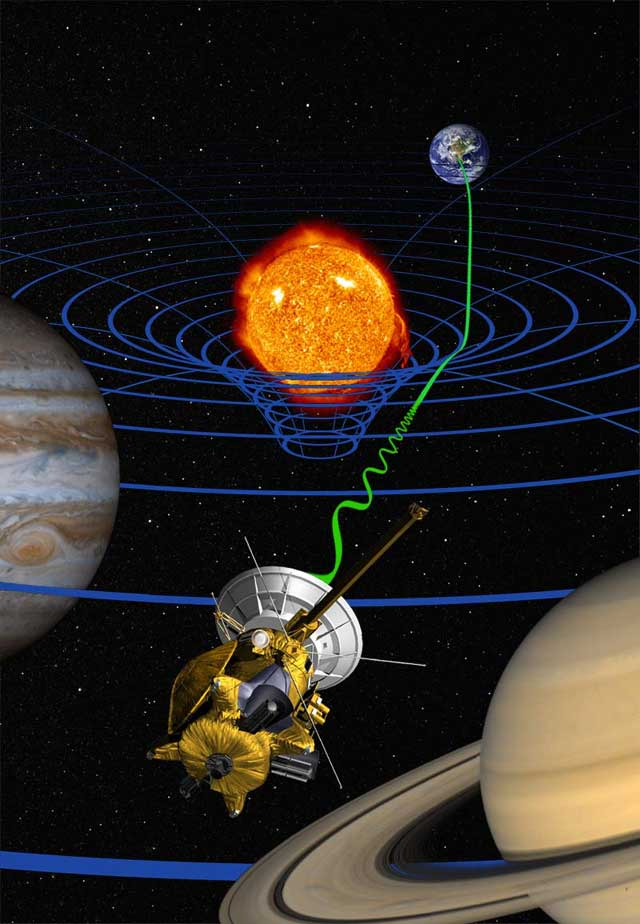
Velmi přesný test obecné teorie relativity družicí Cassini, rádiové signály vysílané mezi Zemí a sondou (zelené vlny) jsou zpožděny deformací časoprostoru (modré čáry), způsobenou hmotností Slunce

Ze čtyř základních interakcí převládá v kosmologickém měřítku gravitace, ostatní tři základní síly hrají zanedbatelnou roli při vytváření struktur na úrovni planet, hvězd, galaxií a dalších větších struktur. Důvodem je, že veškerá hmota a energie se navzájem přitahují a gravitační účinky se tedy kumulují, kdežto kladné a záporné náboje se navzájem ruší, takže elektromagnetismus je v kosmologických měřítkách relativně nevýznamný. Zbývající dvě interakce, slabá a silná jaderná síla, klesají velmi rychle se vzdáleností a jejich účinky se omezují především na subatomární vzdálenosti. Při popisu vývoje vesmíru je však potřeba brát v potaz i globální vlastnosti časoprostoru, jako jeho křivost, protože na takovýchto měřítkách již hrají významnou roli. Z tohoto důvodu vznikly první seriózní modely vesmíru až s objevem obecné teorie relativity, která je schopna zahrnout oba tyto jevy.
Obecná teorie relativity popisuje vztahy mezi zakřivením časoprostoru a rozložením hmoty v něm. Zakřivení časoprostoru určuje pohyb hmoty, který probíhá podél nejkratších, resp. nejdelších spojnic, tzv. geodetik. Rozložení hmoty naopak určuje zakřivení časoprostoru pomocí Einsteinových rovnic, což jsou nelineární parciální diferenciální rovnice druhého řádu v čase i prostoru. Kosmologické modely vycházející z obecné teorie relativity se opírají o tzv. kosmologický princip, tedy předpoklad, že vesmír je od měřítka stovek megaparseků homogenní a izotropní. Jinými slovy, že gravitační účinky galaxií, které tvoří vesmír, jsou od tohoto měřítka ekvivalentní působení jemného prachu rovnoměrně rozloženého po celém vesmíru, který má všude stejnou průměrnou hustotu. Tento předpoklad umožňuje snadno řešit Einsteinovy rovnice pole a předpovědět minulost a budoucnost vesmíru v kosmologických časových měřítkách.
Einsteinovy rovnice pole obsahují kosmologickou konstantu (Λ), která je nejčastěji interpretována jako hustota energie prázdného prostoru. V závislosti na znaménku, může kosmologická konstanta buď zpomalovat (záporné Λ) či zrychlovat (kladné Λ) expanzi vesmíru. Mnoho vědců včetně Einsteina se domnívalo, že (Λ) má nulovou hodnotu. Nedávná astronomická pozorování supernov typu Ia však objevila velké množství „temné energie“, která zrychluje expanzi vesmíru. Předběžné studie naznačují, že tato temná energie odpovídá kladné hodnotě kosmologické konstanty Λ, ačkoli nelze ještě vyloučit jiné alternativní teorie. Ruský fyzik Zeldovič navrhl, že Λ je míra energie základního stavu vakua spojená s existencí virtuálních částic kvantové teorie pole. Tato energie existuje i v prázdném prostoru a je závislá jen na jeho objemu, což je i vlastností kosmologické konstanty v Einsteinových rovnicích. Dokladem pro energii základního stavu je např. Casimirův jev.

### Fridmanův model
Fridmanovy rovnice pro vývoj vesmíru jsou řešením Einsteinových rovnic pro případ homogenního a izotropního vesmíru. Toto řešení používá speciální tvar metrického tenzoru
{\displaystyle ds^{2}=-c^{2}dt^{2}+R(t)^{2}\left({\frac {dr^{2}}{1-kr^{2}}}+r^{2}d\theta ^{2}+r^{2}\sin ^{2}\theta \,d\phi ^{2}\right),\;\;}
tzv. Fridman-Lemaîter-Robertson-Walkerovu metriku, která plyne z kosmologického principu a byla nezávisle objevena čtyřmi vědci: Fridmanem, Lemaîtrem, Robertsonem a Walkerem. Zjednodušeně můžeme říci, že metrika má pro časoprostor stejný význam, jako Pythagorova věta v Eukleidově prostoru – určuje, jaký časoprostorový interval (analogie délky) je mezi dvěma blízkými body popsanými rozdíly souřadnic t, r, θ, φ.
Tato metrika má jen dva neurčené parametry: celkové měřítko délky R(t), které se může měnit s časem, a index zakřivení k, který může nabývat hodnot 0, 1 nebo −1, což odpovídá ploché eukleidovské geometrii, nebo prostoru s kladným či záporným zakřivením. Když se R změní, veškeré prostorové vzdálenosti ve vesmíru se změní zároveň, a dojde k celkovému rozšíření nebo smrštění vesmíru. To odpovídá pozorování, že galaxie se od sebe vzdalují, prostor mezi nimi se rozšiřuje. Rozšiřování prostoru také odpovídá za zdánlivý paradox, že dvě galaxie mohou být 40 miliard světelných let od sebe, i když vycházely ze stejného místa prostoru před 13,8 miliardami let a nikdy se nepohybovaly rychleji, než je rychlost světla. Diferenciální rovnice popisující, jak se R se mění s časem, jsou známy jako Fridmanovy rovnice
{\displaystyle {\frac {{\dot {R}}^{2}+kc^{2}}{R^{2}}}={\frac {8\pi G\rho +\Lambda c^{2}}{3}},}
{\displaystyle {\frac {\ddot {R}}{R}}=-{\frac {4\pi G}{3}}\left(\rho +{\frac {3p}{c^{2}}}\right)+{\frac {\Lambda c^{2}}{3}}.}
Jejich řešení závisí na několika parametrech: kosmologické konstantě Λ, průměrné hustotě látky ρ, tlaku (především) záření p, gravitační konstantě G a již zmíněném parametru křivosti k. Podle hodnot těchto parametrů vychází z rovnic několik scénářů a obecných pozorování pro vývoj vesmíru.
Statický vesmír, tedy případ, kdy délkové měřítko R zůstane konstantní, nastane pouze v případě, že má vesmír kladnou křivost (k=1) a přesně vyladěné hodnoty hustoty a kosmologické konstanty, na což jako první upozornil Albert Einstein. Tato rovnováha je však nestabilní a dříve či později by ji musely zvrátit drobné odchylky od počáteční izotropie a homogenity. Dnes však víme, že se vesmír rozpíná, což dobře koresponduje s předpovědí modelu.
Pro dynamický vesmír obsahující baryonovou hmotu a záření jsou ve Fridmanových rovnicích v různých fázích dominantní různé členy. V raném vesmíru hraje nejvýznamnější roli hustota a tlak záření, neboť jejich relativní podíl roste při zmenšování R rychleji než hustota běžné hmoty. V pozdější fázi hraje největší podíl hustota hmoty a později přebírá diktát parametr křivosti k a kosmologická konstanta. V některých teoriích, jako inflační teorie, dominují v raném vesmíru jiné formy látky s exotickou stavovou rovnicí.
Řešení Fridmanových rovnic naznačují, že vesmír začal gravitační singularitou, kdy byl parametr R nulový a hustota hmoty a energie nabývaly nekonečné hodnoty. Mohlo by se zdát, že tento závěr je slabě podložený, protože je založen na nejistých předpokladech dokonalé homogenity a izotropie. Je však doložen také Hawkingovou a Penroseovou teorií singularity, která ukazuje, že počáteční singularita by měla existovat za velmi všeobecných podmínek. Nesmíme však zapomínat, že stále pracujeme v rámci obecné teorie relativity a závěr tak platí jen v mezích její platnosti. Každopádně to znamená, že vesmír začal nepředstavitelně horkým a hustým stavem, který existoval bezprostředně po této singularitě, což je podstatou modelu Velkého třesku vesmíru. Nekonečné hustoty počáteční singularity však naznačují, že pro popis je pravděpodobně potřeba použít přesnější teorii.
Konečný osud vesmíru je stále neznámý, protože kriticky závisí na indexu zakřivení k a kosmologické konstantě Λ. Vesmír se zápornou kosmologickou konstantou vždy skončí velkým křachem, tato možnost se však zdá být vyloučena pozorováním. Stejný osud čeká i dostatečně hustý vesmír, kde k se rovná +1 a jeho průměrné zakřivení v celém prostoru je kladné. Takový vesmír se nazývá uzavřený. Naopak není-li vesmír dostatečně hustý, k se rovná 0 (plochý vesmír) nebo −1 (otevřený vesmír), bude se rozšiřovat donekonečna, zchladne a nakonec se stane nehostinným pro život. Stejně skončí i uzavřený vesmír, je-li kosmologická konstanta dost velká. Poslední měření naznačují, že rozpínání vesmíru se oproti očekávání zrychluje, což pravděpodobně ukazuje na vesmír s kladnou kosmologickou konstantou, který se bude rozpínat do nekonečna.

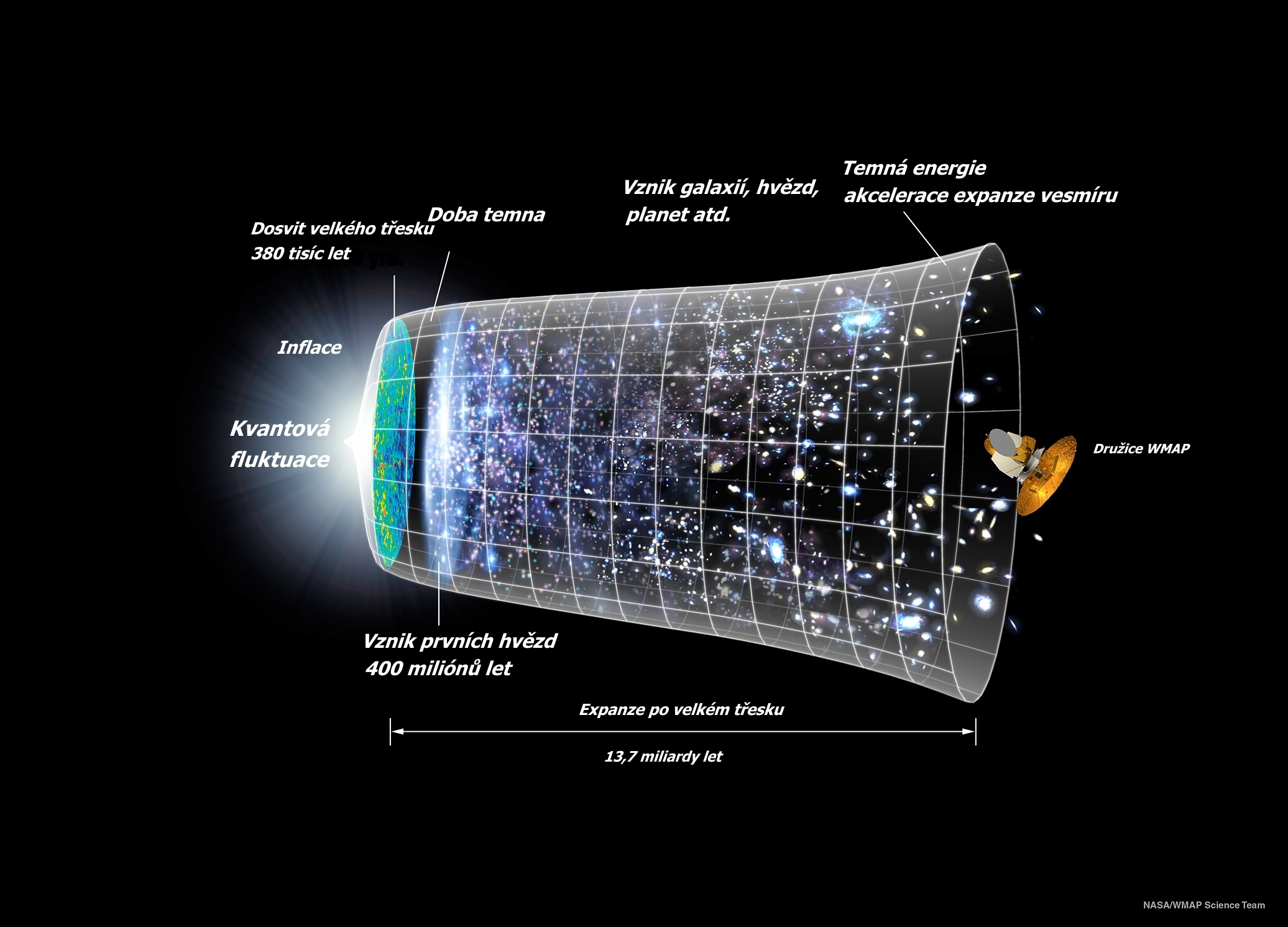
Převažující model vzniku a expanze časoprostoru

### Teorie Velkého třesku
Převažující model Velkého třesku vychází v současnosti z mnoha experimentálních měření, jako je například vztah vzdálenosti vesmírného objektu a rudého posuvu galaxií, poměru atomů vodíku a hélia ve vesmíru a všudypřítomného, izotropního mikrovlnného záření kosmického pozadí. Jak již bylo uvedeno, rudý posuv má původ v rozpínání vesmíru, kterým se zvětšuje vlastní prostor vesmíru a zvětšuje se vlnová délka fotonu se zvyšující vzdáleností objektu, stejně jak klesá jeho energie. Čím delší cestu musel foton absolvovat, tím větší expanzi vesmíru zažil, a proto je záření nejstarších fotonů ze vzdálených galaxií nejvíce posunuto do červené oblasti spektra. Stanovení korelace mezi vzdáleností a rudým posuvem je důležitým problémem experimentální fyzikální kosmologie.

Jaderné reakce zodpovědné za relativní hojnost lehkých atomových jader, pozorovanou ve vesmíru.

Další experimentální pozorování expanze vesmíru může vysvětlit kombinace jaderné a atomové fyziky. Jak probíhala expanze vesmíru, hustota energie elektromagnetického záření klesala rychleji než hustota hmoty, protože energie fotonu se snižuje s jeho vlnovou délkou. A tak, i když hustota energie vakua nyní ve vesmíru dominuje, kdysi dominovalo záření, poeticky řečeno, vše bylo světlem. Jak se vesmír rozpínal, jeho hustota energie klesala, stával se chladnějším a elementární částice hmoty se mohly spojovat do stále složitějších objektů. Tak se v rané fázi vesmíru s převládající hmotou mohly vytvořit stabilní protony a neutrony, které se pak sdružovaly do atomových jader. V této fázi vývoje byl vesmír velmi horkým a hustým plazmatem ze záporných elektronů, neutrálních neutrin a kladných jader prvků. Jaderné reakce mezi jádry vedly k současné hojnosti lehčích jader prvků, a to zejména vodíku, deuteria a helia. Nakonec se elektrony a jádra spojily do stabilních atomů a vesmír se stal průhledným pro většinu vlnových délek záření. V tomto okamžiku se záření oddělilo od hmoty a vytvořilo všudypřítomné, izotropní mikrovlnné záření kosmického pozadí, které dodnes pozorujeme.
Některá jiná pozorování nemůže současná fyzika vysvětlit. Podle převládající teorie hmoty nad antihmotou mírně převládala už při vzniku nebo velice krátce po velkém třesku, možná díky narušení CP invariance, jež bylo pozorováno v částicové fyzice. I když anihilace hmoty a antihmoty většinu hmoty zničila a vyprodukovala fotony, malý zbytek hmoty existuje do dnešní doby a tvoří dnešní vesmír. Některé důkazy rovněž naznačují, že rychlá kosmická inflace vesmíru proběhla velice brzy po jeho vzniku (přibližně 10−35 sekundy). Nedávná pozorování také ukazují, že kosmologická konstanta (Λ) není nulová, a v souhrnné hmotnosti a energii ve vesmíru dominují temná energie a temná hmota, které dosud nebyly vědecky popsány. Liší se svými gravitační účinky. Temná hmota se projevuje gravitací a zpomaluje expanzi vesmíru, naopak, temná energie urychluje expanzi vesmíru.

### Teorie mnohovesmíru

Zobrazení mnohovesmíru ze sedmi vesmírných „bublin“, což jsou oddělená časoprostorová kontinua, která mají odlišné fyzikální zákony, fyzikální konstanty, a možná dokonce i jiný počet dimenzí nebo i odlišnou topologii

Některé spekulativní kosmologické teorie tvrdí, že náš vesmír je pouze jedním z množiny vesmírů, které se označují jako mnohovesmír (z anglického multiverse). Tento termín byl poprvé použit psychologem a filozofem Williamem Jamesem. Vesmíry tvořící mnohovesmír se někdy nazývají paralelní vesmíry a jejich povaha a způsob jejich vzájemné interakce závisí na konkrétním fyzikální modelu. Koncept mnohovesmíru a oddělených vesmírů nicméně není nový, například biskup Étienne Tempier v Paříži roku 1277 řekl, že Bůh mohl vytvořit tolik vesmírů, kolik uznal za vhodné, o čemž se tehdy hodně diskutovalo.
Kosmolog Max Tegmark klasifikoval nejčastěji diskutované modely mnohovesmíru do čtyř kategorií tak, že mnohovesmír vyššího řádu zahrnuje mnoho světů řádu nižšího:
1. řád: Časoprostor za kosmologickým horizontem 
Inflační teorie předpovídá na počátku vesmíru velmi rychlou metrickou expanzi. Při tomto procesu se vesmír zvětší natolik, že některé jeho části nemůžeme pozorovat, protože z nich k nám světlo ještě nestihlo dorazit. V některých scénářích vývoje vesmíru mohou existovat i oblasti, ze kterých k nám světlo nedorazí nikdy. Časoprostor, který nevidíme, protože je mimo pozorovatelný vesmír, se označuje jako multiverzum prvního řádu.
2. řád: Vesmíry s jinými fyzikálními konstantami
Teorie věčné inflace předpokládá, že k rozpadu falešného vakua, které má na svědomí exponenciální rozpínání vesmíru v jeho počátku, nedochází všude najednou v reakci na klesající hustotu a tlak, ale lokálně, formou kvantového tunelování. Vznikne tak zárodečná bublina, která se již rozpíná řádově pomaleji než okolní prostor. V různých bublinách může dojít k různému spontánnímu narušení symetrie, což má za následek obecně jinou hodnotu různých fyzikálních konstant. Takové vesmíry se nazývají multiverzem druhého řádu.
Do této kategorie patří i teorie oscilujícího vesmíru Johna A. Wheelera nebo teorie kosmologického přírodního výběru Lee Smolina.
3. řád: Interpretace mnoha světů kvantové mechaniky
Everettova teorie mnoha světů je dnes jednou ze standardních interpretací kvantové mechaniky. Je postavena na předpokladu, že vesmír lze popsat globální vlnovou funkcí, která nikdy neprochází kolapsem. V momentě, kdy provádíme měření na dílčím kvantovém systému, celý vesmír se rozdělí na několik větví, ve kterých se realizují všechny možné výsledky měření. Pravděpodobnostní charakter měření je důsledek toho, že nevíme, ve které z větví se budeme po rozdělení vesmíru nacházet. Zatímco různé vesmíry multiverza 1. a 2. řádu jsou od sebe vzdáleny v klasickém prostoru, jednotlivé větve mnohasvětové interpretace jsou od sebe vzdáleny v nekonečněrozměrném Hilbertově prostoru, na kterém je definována globální vlnová funkce vesmíru.
4. řád: Soubor všech vesmírů dostatečně popsatelných matematickou strukturou
Do této kategorie Tegmark zahrnuje vlastní hypotézu, podle které bychom měli připsat rovnou měrou existenci všem myslitelným vesmírům, které lze dostatečně formálně popsat vhodnou matematickou strukturou. Tegmarkovu hypotézu dále rozvedl Jürgen Schmidhuber, který kritizovat především vágní definici pojmu „každá myslitelná matematická struktura“. Navrhl omezení na množinu světů popsatelných počítačovými programy, které skončí v konečném čase, byť by tento čas nebyl předpověditelný kvůli Gödelovým větám.
Teorie mnohovesmíru jsou často považovány za spekulativní až nevědecké, protože žádný experimentální test dostupný v jednom vesmíru nemůže odhalit existenci nebo vlastnosti vesmíru jiného. Zatímco někteří tvrdí, že podle Occamovy břitvy bychom neměli zavádět do popisu entity, které nemůžeme empiricky pozorovat, jiní tvrdí, že bychom podle stejného principu měli upřednostnit jednodušší matematický popis, který předpovídá více světů, než zavést dodatečný axiom, kterým jejich existenci popřeme.

## Tvar vesmíru
Tvarem vesmíru rozumíme jeho geometrii a topologii. Geometrie vesmíru přitom zahrnuje především jeho křivost, zatímco topologie definuje, zjednodušeně řečeno, tvar vesmíru jako celku. Křivost můžeme měřit přímo z vlastností pozorovatelného vesmíru, ale topologii vesmíru bychom mohli empiricky zjistit jen v případě, kdy by byla velikost pozorovatelného vesmíru v nějakém směru srovnatelná s celkovou velikostí vesmíru.
Formálněji řečeno při hledání topologie vesmíru zkoumáme, která trojrozměrná varieta odpovídá prostorovému řezu čtyřrozměrného časoprostoru vesmíru v souřadnicích, které se pohybují s ním (comoving coordinates). Pozorovatelný vesmír představuje světelný či kauzální kužel od počátku vesmíru, tedy množinu bodů, z nichž mohlo světlo za tento čas dospět k pozorovateli. Pokud je pozorovatelný vesmír menší než celý vesmír (v některých modelech je o mnoho řádů menší), nelze určit globální strukturu vesmíru pozorováním.
Výpočty z obecné teorie relativity, např. modely založené na FLRW metrice, nemohou samy o sobě rozhodnout o topologii vesmíru, protože Einsteinovy rovnice jsou lokální a nepředepisují celkový tvar časoprostoru. Nejjednodušším a (především v populárních textech) asi nejčastěji používaným dodatečným předpokladem je, že vesmír je jednoduše souvislý. Potom platí, že vesmír s kladnou křivostí má konečný objem a topologii povrchu čtyřrozměrné koule (tzv. tři-sféry), zatímco plochý vesmír a vesmír se zápornou křivostí jsou prostorově nekonečné. Obecnější modely však uvažují například Poincarého prostor, který tvoří pravidelný sférický dvanáctistěn, či model Picardova rohu.
Údaje, z nichž se sestavují modely vesmíru, poskytla zejména družice Wilkinson Microwave Anisotropy Probe (WMAP). NASA zveřejnila první údaje z WMAP v únoru 2003. V roce 2009 zahájila činnost kosmická observatoř Planck, která pozoruje záření mikrovlnného kosmického pozadí s vyšším rozlišením, než měla WMAP, což by mohlo přinést nová data o tvaru vesmíru. Údaje by měly být k dispozici na konci roku 2012.

## Získávání zdrojů z vesmíru
Vesmír je plný vzácného surového materiálu (zlato, stříbro, platina atd.) a jeho úložiště v tělesech v blízkosti země. Nabízí se zde tedy možnost převážet tento materiál zpět na zemi a zde jej prodávat. V případě železa, kterého je ve vesmíru taktéž velké množství, můžeme využití nalézt ve stavbě a údržbě základní vesmírné infrastruktury.
Je zde však enormní množství překážek, které bude nutné překonat.
- Vysoká cena letů do vesmíru[134]
- Nespolehlivá identifikace ložisek[134]
- Problémy s extrakcí a přemístěním materiálu[134]
- Vývoj ceny získaného materiálu (inflace ceny kvůli množství)[134]

Kvůli těmto problémům je zatím jediným způsobem zisk materiálu pouze ze Země.V případě rozšíření financování a s neustálým čerpáním vzácných a nedostatkových kovů na zemi se však situace může změnit a první společnosti začnou tyto překážky překonávat. Ze znalosti současných rezerv a růstu spotřeby ve více i méně vyvinutých zemích světa je možné předpokládat, že klíčové prvky pro moderní průmysl budou vyčerpány v následujících 50 až 60 letech. Mezi tyto prvky patří: fosfor, antimon (využití ve výrobě elektronických prvků), zinek, cín, olovo, stříbro, zlato, platina, měď a další cenné prvky. Všechny tyto prvky jsou na zemi jen díky asteroidům, které na zemi dopadly. Geologie země nahrává budoucnosti kosmické těžby surovin a zachování esenciálního prvku ekonomiky a technologickému postupu (Benedikter et al., 2016). Neméně důležitým faktorem je i finanční proveditelnost. Vesmírné podnikání, a hlavně těžba surovin je vysoce riziková, s dlouhými dodacími lhůtami a potřebou obřích investic.

### Těžba z asteroidů
Náklady spojené s těžbou asteroidů byly v roce 1996 odhadnuty na zhruba 100 miliard dolarů. Při těžbě asteroidů je důležité vybrat správný cíl. Kritickým faktorem pro prvotní výběr je relativní rychlost cíle a vzdálenost. Rychlost určuje obtížnost interakce s cílem a náklady na palivo kvůli obtížnější manipulaci. Vzdálenost je jednoznačnější – určuje časovou náročnost mise a taktéž náklady spojené s palivem.
Asteroidy jsou rozdělené na 3 typy:
- Typ – C: Vysoký obsah vody a uhlíku. Tyto asteroidy jsou důležité pro tvorbu infrastruktury a udržitelnost, avšak mají malou hodnotu.
- Typ – S: Malý obsah vody a obsahují množství vzácných kovů hlavně nikl, zlato a platinu.
- Typ – M: Velmi vzácné. Obsahují až 10x více vzácných kovů, něž typ – S.

Taktéž jsou tu i různé možnosti, jak s asteroidy pracovat:
- Transport surového materiálu zpět na Zemi.
- Zpracovat materiál na místě a převést jej zpět na Zemi případně na orbitu.

- Transport asteroidu na oběžnou dráhu Země nebo Měsíce.

Každá z těchto možností má své výhody a nevýhody. Zpracováním materiálu na místě se sníží energetické nároky transportace materiálu, ovšem zpracovatelské nástroje budou muset být stále přítomné a převážené. Kvůli vzdálenosti od Země může být komunikace opožděná i o několik minut, a tak by těžící nástroje musely být automatizované nebo by musel být přítomný lidský faktor. To by řešilo přemístění asteroidu. Na druhé straně, prodleva v komunikaci nezabránila osídlení Marsu roboty, a navíc autonomní systémy jsou dlouhodobě levnější.
Jeden z možných konceptů představila v roce 2012 společnost Planetary Resources společně s jejich investory. Plánem s uskutečněním v roce 2020 (plán nebyl realizovaný) je vytvoření vesmírné „čerpací pumpy“. Za využití vody a materiálu z asteroidů by vyráběli raketové palivo, kterým by se následně daly zásobovat lodě, které jsou na orbitě a získané vzácné suroviny, hlavně pak zlato a platina, zasílat zpět na zemi. Projekt se setkal s vlnou skepticismu a byl označen za cenově neefektivní.
Probíhající mise NASA OSIRIS-REx má navrátit na zemi množství 60 g povrchového materiálu z asteroidu a mělo by být možné získat i 2 kilogramy materiálu, avšak tato mise stojí jednu miliardu dolarů a zisk z této mise, pokud by se navrátila 2 kila zlata, se pohybuje 24 okolo 100 tisíc dolarů. S dalším podobným konceptem přišla společnost Deep Space Industries, které počítá se začátkem těžby v roce 2023.